# Specie di Araneidae (G-M)
Di seguito sono descritte tutte le specie della famiglia di ragni Araneidae, i cui generi cominciano dalla lettera G alla lettera M, note al 30 dicembre 2007.

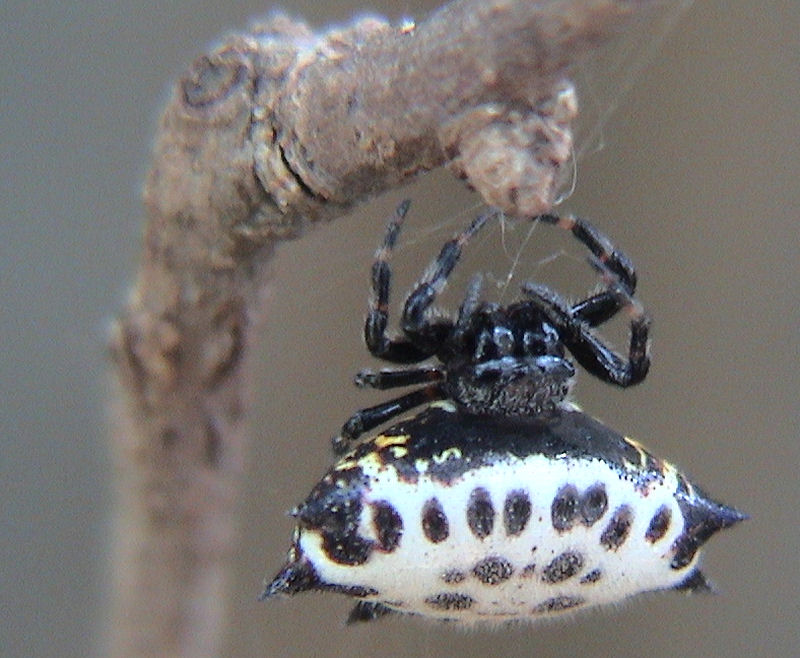
Gasteracantha cancriformis

## Gasteracantha
Gasteracantha Sundevall, 1833

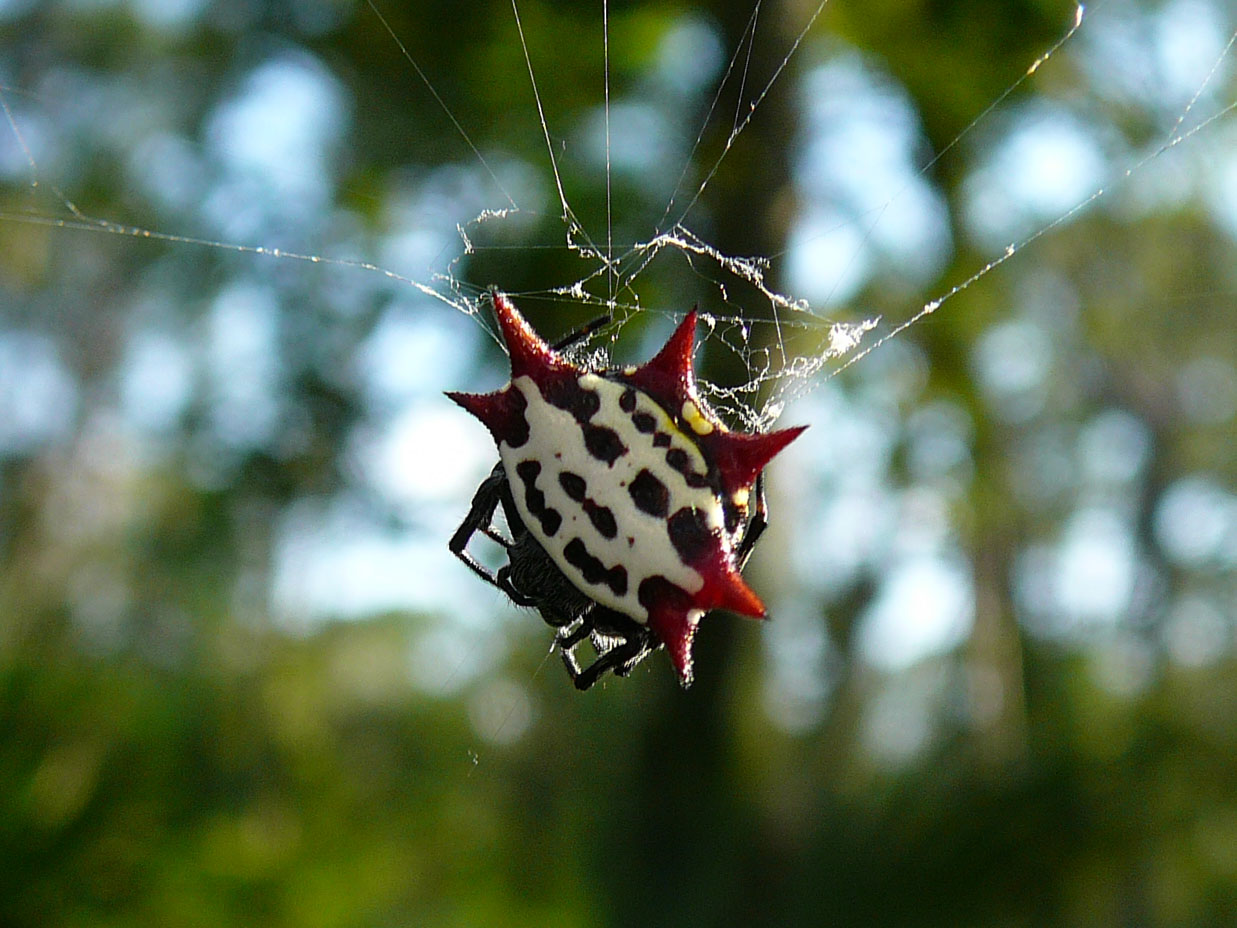
Gasteracantha cancriformis

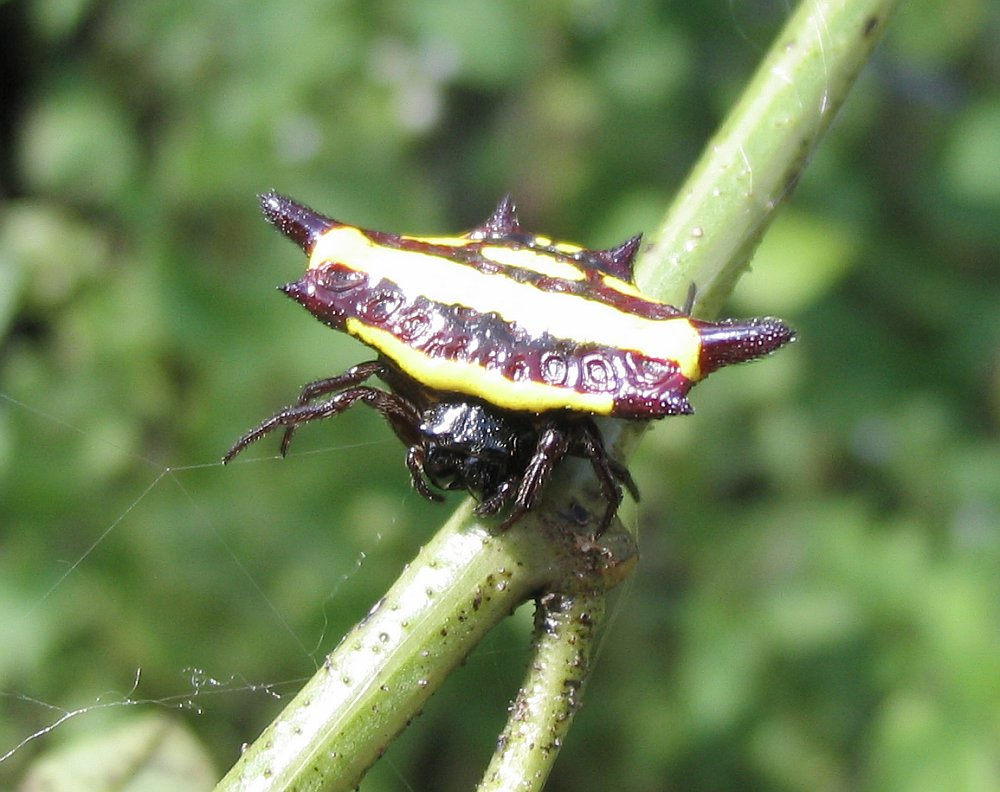
Gasteracantha fornicata

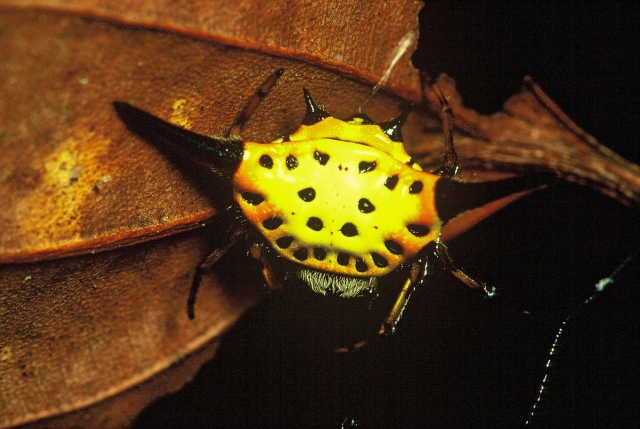
Gasteracantha dalyi

1. Gasteracantha aciculata (Pocock, 1899) — Nuova Britannia (Arcipelago di Bismarck)
2. Gasteracantha acutispina Dahl, 1914 — Celebes
3. Gasteracantha audouini Guérin, 1838 — Sumatra, Timor, Isola Ambon (Molucche), Filippine
4. Gasteracantha aureola Mi & Peng, 2013 — Cina
5. Gasteracantha beccarii Thorell, 1877 — Celebes
6. Gasteracantha biloba (Thorell, 1878) — Molucche, Isola Ambon (Molucche)
7. Gasteracantha cancriformis (Linnaeus, 1758)[1] — Nuovo Mondo
  - Gasteracantha cancriformis gertschi Archer, 1941 — USA
8. Gasteracantha clarki Emerit, 1974 — Seychelles
9. Gasteracantha clavatrix (Walckenaer, 1842) — Lombok (Piccole Isole della Sonda), Celebes, Isole Mentawai
10. Gasteracantha clavigera Giebel, 1863 — Thailandia, Filippine, Celebes
11. Gasteracantha crucigera Bradley, 1877 — Nuova Guinea
12. Gasteracantha curvispina (Guérin, 1837) — Africa centrale e occidentale, Isola di Bioko (Golfo di Guinea)
13. Gasteracantha curvistyla Dahl, 1914 — Isole Togian, nei pressi di Celebes
14. Gasteracantha cuspidata C. L. Koch, 1837 — Malesia, Isole Nicobare, Giava
15. Gasteracantha dalyi Pocock, 1900 — India, Pakistan
16. Gasteracantha diadesmia Thorell, 1887 — dall'India alle Filippine
17. Gasteracantha diardi (Lucas, 1835) — Cina, Thailandia, Malesia, Isole della Sonda
18. Gasteracantha doriae Simon, 1877 — Singapore, Sumatra, Borneo
19. Gasteracantha falcicornis Butler, 1873 — Africa
20. Gasteracantha fasciata Guérin, 1838 — Nuova Guinea, Guam
21. Gasteracantha flava Nicolet, 1849 — Cile
22. Gasteracantha fornicata (Fabricius, 1775) — Queensland (Australia)
23. Gasteracantha frontata Blackwall, 1864 — India, Birmania, Thailandia, Flores (Indonesia), Borneo
24. Gasteracantha gambeyi Simon, 1877 — Nuova Caledonia
25. Gasteracantha geminata (Fabricius, 1798) — India, Sri Lanka
26. Gasteracantha hasselti C. L. Koch, 1837 — India, dalla Cina alle Molucche
27. Gasteracantha hecata (Walckenaer, 1842) — Filippine
28. Gasteracantha interrupta Dahl, 1914 — Lombok (Piccole Isole della Sonda), Celebes
29. Gasteracantha irradiata (Walckenaer, 1842) — dalla Thailandia alle Filippine, Celebes
30. Gasteracantha janopol Barrion & Litsinger, 1995 — Filippine
31. Gasteracantha kuhli C. L. Koch, 1837 — dall'India al Giappone, Filippine
32. Gasteracantha lepelletieri (Guérin, 1825) — da Sumatra alle Filippine, Nuova Guinea
33. Gasteracantha lunata Guérin, 1838 — Timor, Molucche, Nuova Caledonia
34. Gasteracantha martensi Dahl, 1914 — Sumatra
35. Gasteracantha mediofusca (Doleschall, 1859) — Giava, Nuova Guinea
36. Gasteracantha mengei Keyserling, 1864 — Malesia, Sumatra, Borneo
37. Gasteracantha metallica (Pocock, 1898) — Isole Salomone
38. Gasteracantha milvoides Butler, 1873 — Africa centrale, orientale e meridionale
39. Gasteracantha notata Kulczyński, 1910 — Nuova Britannia (Arcipelago di Bismarck)
40. Gasteracantha panisicca Butler, 1873 — dalla Birmania alle Filippine, Giava
41. Gasteracantha parangdiadesmia Barrion & Litsinger, 1995 — Filippine
42. Gasteracantha pentagona (Walckenaer, 1842) — Nuova Irlanda (Papua Nuova Guinea), Nuova Britannia (Arcipelago di Bismarck)
  - Gasteracantha pentagona anirica Strand, 1915 — Arcipelago delle Bismarck
43. Gasteracantha picta (Thorell, 1892) — Singapore
44. Gasteracantha quadrispinosa O. P.-Cambridge, 1879 — Nuova Guinea, Queensland (Australia)
45. Gasteracantha recurva Simon, 1877 — Filippine
46. Gasteracantha regalis Butler, 1873 — Nuove Ebridi
47. Gasteracantha remifera Butler, 1873 — India, Sri Lanka
48. Gasteracantha rhomboidea Guérin, 1838 — Mauritius
  - Gasteracantha rhomboidea comorensis Strand, 1917 — Isole Comore
  - Gasteracantha rhomboidea madagascariensis Vinson, 1863 — Madagascar
49. Gasteracantha rubrospinis Guérin, 1838 — Lombok (Piccole Isole della Sonda), Celebes, Molucche, Nuova Caledonia, Guam
50. Gasteracantha rufithorax Simon, 1881 — Madagascar
51. Gasteracantha sacerdotalis L. Koch, 1872 — Nuova Guinea, Queensland (Australia), Nuova Caledonia
52. Gasteracantha sanguinea Dahl, 1914 — Filippine
53. Gasteracantha sanguinolenta C. L. Koch, 1844 — Africa, São Tomé, Yemen, Socotra
  - Gasteracantha sanguinolenta andrefanae Emerit, 1974 — Madagascar
  - Gasteracantha sanguinolenta bigoti Emerit, 1974 — Madagascar
  - Gasteracantha sanguinolenta emeriti Roberts, 1983 — Aldabra (Oceano Indiano)
  - Gasteracantha sanguinolenta insulicola Emerit, 1974 — Isole Seychelles
  - Gasteracantha sanguinolenta legendrei Emerit, 1974 — Isole europee
  - Gasteracantha sanguinolenta mangrovae Emerit, 1974 — Madagascar
  - Gasteracantha sanguinolenta rueppelli (Strand, 1916) — Egitto
54. Gasteracantha sapperi Dahl, 1914 — Nuova Guinea
55. Gasteracantha sauteri Dahl, 1914 — Cina, Taiwan
56. Gasteracantha scintillans Butler, 1873 — Isole Salomone
57. Gasteracantha signifera Pocock, 1898 — Isole Salomone
  - Gasteracantha signifera bistrigella Strand, 1915 — Arcipelago delle Bismarck
  - Gasteracantha signifera heterospina Strand, 1915 — Arcipelago delle Bismarck
  - Gasteracantha signifera pustulinota Strand, 1915 — Arcipelago delle Bismarck
58. Gasteracantha simoni O. P.-Cambridge, 1879 — Africa centrale
59. Gasteracantha sororna Butler, 1873 — India
60. Gasteracantha sturi (Doleschall, 1857) — Sumatra, Giava, Molucche
61. Gasteracantha subaequispina Dahl, 1914 — Borneo, Nuova Guinea
62. Gasteracantha taeniata (Walckenaer, 1842) — dall'India alla Polinesia
  - Gasteracantha taeniata analispina Strand, 1911 — Nuova Guinea
  - Gasteracantha taeniata anirensis Strand, 1911 — Nuova Irlanda (Papua Nuova Guinea)
  - Gasteracantha taeniata bawensis Strand, 1915 — Nuova Guinea
  - Gasteracantha taeniata jamurensis Strand, 1915 — Nuova Guinea
  - Gasteracantha taeniata lugubris Simon, 1898 — Isole Salomone
  - Gasteracantha taeniata maculella Strand, 1911 — Isole Aru (Molucche)
  - Gasteracantha taeniata novahannoveriana Dahl, 1914 — Arcipelago delle Bismarck
  - Gasteracantha taeniata obsoletopicta Strand, 1915 — Indonesia
  - Gasteracantha taeniata oinokensis Strand, 1915 — Nuova Guinea
  - Gasteracantha taeniata sentanensis Strand, 1915 — Nuova Guinea
  - Gasteracantha taeniata trivittinota Strand, 1911 — Nuova Irlanda (Papua Nuova Guinea)
  - Gasteracantha taeniata univittinota Strand, 1911 — Nuova Irlanda (Papua Nuova Guinea)
63. Gasteracantha theisi Guérin, 1838 — Nuova Guinea, Molucche
  - Gasteracantha theisii antemaculata Strand, 1911 — Isole Aru (Molucche)
  - Gasteracantha theisii keyana Strand, 1911 — Isole Kei (Molucche)
  - Gasteracantha theisii quadrisignatella Strand, 1911 — Indonesia
64. Gasteracantha thomasinsulae Archer, 1951 — São Tomé
65. Gasteracantha thorelli Keyserling, 1864 — Madagascar
66. Gasteracantha tondanae Pocock, 1897 — Celebes
67. Gasteracantha transversa C. L. Koch, 1837 — Sumatra, Giava
68. Gasteracantha unguifera Simon, 1889 — India
69. Gasteracantha versicolor (Walckenaer, 1842) — Africa centrale, orientale e meridionale
  - Gasteracantha versicolor avaratrae Emerit, 1974 — Madagascar
  - Gasteracantha versicolor formosa Vinson, 1863 — Madagascar
70. Gasteracantha westringi Keyserling, 1864 — Australia, Isole dell'Ammiragliato, Nuova Caledonia

## Gastroxya
Gastroxya Benoit, 1962
- Gastroxya benoiti Emerit, 1973 - Sudafrica
- Gastroxya krausi Benoit, 1962 - Liberia, Congo
- Gastroxya leleupi Benoit, 1962 - Congo
- Gastroxya schoutedeni Benoit, 1962[1] - Congo, Ruanda, Burundi

## Gea
Gea C. L. Koch, 1843
1. Gea africana Simon, 1895 — Congo

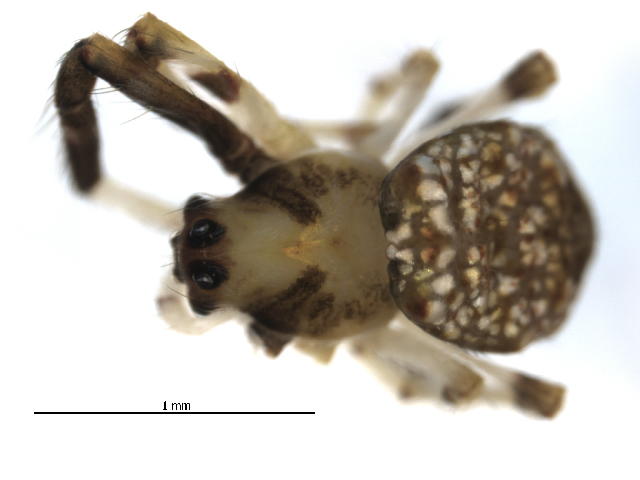
Gea heptagon

2. Gea argiopides Strand, 1911 — Isole Aru (Molucche), Nuova Guinea
3. Gea bituberculata (Thorell, 1881) — Nuova Guinea
4. Gea eff Levi, 1983 — Nuova Guinea, Nuova Britannia (Arcipelago di Bismarck)
5. Gea heptagon (Hentz, 1850) — dagli USA all'Argentina, Isole del Pacifico meridionale, Australia
6. Gea infuscata Tullgren, 1910 — Africa orientale, Angola
7. Gea nilotica Simon, 1906 — Egitto, Sudan
8. Gea spinipes C. L. Koch, 1843[1] — India, Cina, da Taiwan al Borneo
  - Gea spinipes nigrifrons Simon, 1901 — Malesia
9. Gea subarmata Thorell, 1890 — India, dal Bangladesh alle Filippine, Nuova Guinea
10. Gea theridioides (L. Koch, 1872) — Queensland e Nuovo Galles del Sud (Australia)
11. Gea transversovittata Tullgren, 1910 — Congo, Africa orientale
12. Gea zaragosa Barrion & Litsinger, 1995 — Filippine

## Gibbaranea
Gibbaranea Archer, 1951

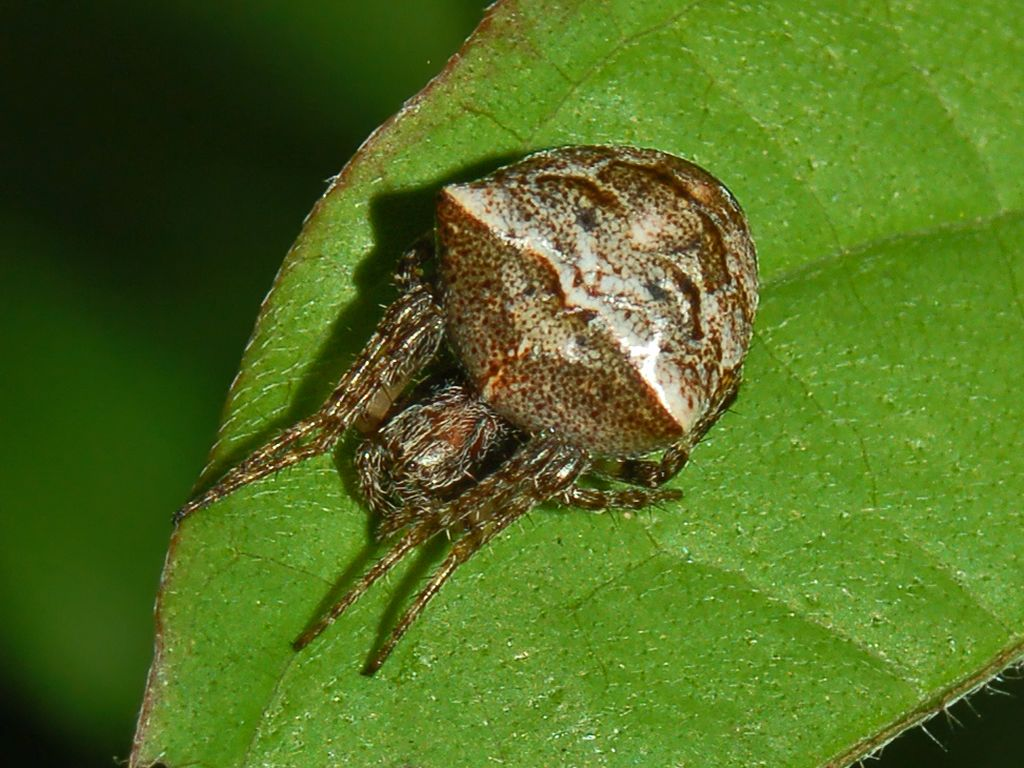
Gibbaranea bituberculata

- Gibbaranea abscissa (Karsch, 1879) — Russia, Cina, Corea, Giappone
- Gibbaranea bituberculata (Walckenaer, 1802)[1] — Regione paleartica
  - Gibbaranea bituberculata cuculligera (Simon, 1909) — Spagna
  - Gibbaranea bituberculata strandiana (Kolosváry, 1936) — Europa orientale
- Gibbaranea gibbosa (Walckenaer, 1802) — dall'Europa all'Azerbaigian
  - Gibbaranea gibbosa confinis (Simon, 1870) — Spagna, Corsica
- Gibbaranea hetian (Hu & Wu, 1989) — Cina, Mongolia
- Gibbaranea nanguosa Yin & Gong, 1996 — Cina
- Gibbaranea occidentalis Wunderlich, 1989 — Isole Azzorre
- Gibbaranea omoeda (Thorell, 1870) — Regione paleartica
- Gibbaranea tenerifensis Wunderlich, 1992 — Isole Canarie
- Gibbaranea ullrichi (Hahn, 1835) — Europa, Russia, Asia Centrale

## Glyptogona
Glyptogona Simon, 1884
- Glyptogona duriuscula (Simon, 1895) - Sri Lanka
- Glyptogona sextuberculata (Keyserling, 1863)[1] - dall'Italia ad Israele

## Heterognatha
Heterognatha Nicolet, 1849
- Heterognatha chilensis Nicolet, 1849[1] — Cile

## Heurodes
Heurodes Keyserling, 1886
- Heurodes fratrellus (Chamberlin, 1924) — Cina
- Heurodes porculus (Simon, 1877) — Singapore, Filippine
- Heurodes turritus Keyserling, 1886[1] — Tasmania

## Hingstepeira
Hingstepeira Levi, 1995
- Hingstepeira arnolisei Levi, 1995 - Brasile
- Hingstepeira dimona Levi, 1995 - Brasile
- Hingstepeira folisecens (Hingston, 1932)[1]> - Brasile, Colombia, Suriname, Guyana, Guiana francese
- Hingstepeira isherton Levi, 1995 - Guyana

## Homalopoltys
Homalopoltys Simon, 1895
- Homalopoltys albidus Simon, 1895 — Sri Lanka
- Homalopoltys incanescens Simon, 1895 — Sri Lanka

## Hypognatha
Hypognatha Guérin, 1839
1. Hypognatha alho (Levi, 1996) - Brasile
2. Hypognatha belem (Levi, 1996) - Brasile
3. Hypognatha cacau (Levi, 1996) - Perù, Brasile
4. Hypognatha cambara (Levi, 1996) - Brasile
5. Hypognatha carpish (Levi, 1996) - Perù
6. Hypognatha colosso (Levi, 1996) - Colombia, Brasile
7. Hypognatha coyo (Levi, 1996) - Colombia
8. Hypognatha cryptocephala (Mello-Leitão, 1947) - Brasile
9. Hypognatha deplanata (Taczanowski, 1873) - Brasile, Guyana francese
10. Hypognatha divuca (Levi, 1996) - Perù
11. Hypognatha elaborata (Chickering, 1953) - Costa Rica, Panama, Colombia
12. Hypognatha furcifera (O. P.-Cambridge, 1881) - Brasile
13. Hypognatha ica (Levi, 1996) - Colombia, Brasile
14. Hypognatha ituara (Levi, 1996) - Brasile
15. Hypognatha jacaze (Levi, 1996) - Brasile
16. Hypognatha janauari (Levi, 1996) - Brasile
17. Hypognatha lagoas (Levi, 1996) - Brasile
18. Hypognatha lamoka (Levi, 1996) - Venezuela
19. Hypognatha maranon (Levi, 1996) - Perù
20. Hypognatha maria (Levi, 1996) - Perù
21. Hypognatha matisia (Levi, 1996) - Perù
22. Hypognatha mirandaribeiroi (Soares & Camargo, 1948) - Brasile
23. Hypognatha mozamba (Levi, 1996) - Colombia, Ecuador, Perù, Brasile
24. Hypognatha nasuta (O.P.-Cambridge, 1896) - Messico
25. Hypognatha navio (Levi, 1996) - Venezuela, Brasile
26. Hypognatha pereiroi (Levi, 1996) - Brasile
27. Hypognatha putumayo (Levi, 1996) - Colombia, Ecuador
28. Hypognatha rancho (Levi, 1996) - Venezuela
29. Hypognatha saut (Levi, 1996) - Guyana francese
30. Hypognatha scutata (Perty, 1833)[1] - da Trinidad all'Argentina
31. Hypognatha solimoes (Levi, 1996) - Brasile
32. Hypognatha tampo (Levi, 1996) - Perù
33. Hypognatha testudinaria (Taczanowski, 1879) - Perù
34. Hypognatha tingo (Levi, 1996) - Perù
35. Hypognatha tocantins (Levi, 1996) - Brasile
36. Hypognatha triunfo (Levi, 1996) - Brasile
37. Hypognatha utari (Levi, 1996) - Brasile
38. Hypognatha viamao (Levi, 1996) - Brasile

## Hypsacantha
Hypsacantha (Dahl, 1914)
- Hypsacantha crucimaculata (Dahl, 1914)[1] — Africa centrale, orientale e meridionale

## Hypsosinga
Hypsosinga Ausserer, 1871
1. Hypsosinga alberta Levi, 1972 - Russia, Canada
2. Hypsosinga alboria Yin et al., 1990 - Cina

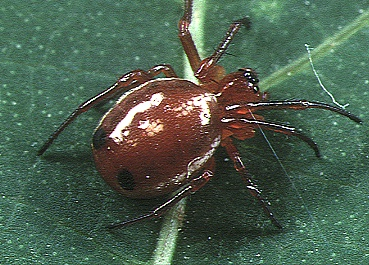
Hypsosinga sanguinea, femmina

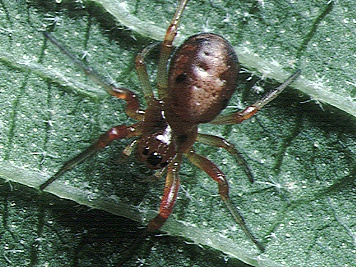
Hypsosinga pygmaea, femmina

3. Hypsosinga albovittata (Westring, 1851) - Europa, Africa settentrionale, Russia, Ucraina
4. Hypsosinga clax Oliger, 1993 - Russia
5. Hypsosinga funebris (Keyserling, 1892) - USA, Canada
6. Hypsosinga groenlandica Simon, 1889 - USA, Canada, Groenlandia
7. Hypsosinga heri (Hahn, 1831) - regione paleartica
8. Hypsosinga kazachstanica Ponomarev, 2007 - Kazakistan
9. Hypsosinga lithyphantoides Caporiacco, 1947 - Uganda, Kenya
Hypsosinga lithyphantoides dealbata Caporiacco, 1949 - Kenya
10. Hypsosinga pygmaea (Sundevall, 1831) - regione olartica
Hypsosinga pygmaea nigra (Simon, 1909) - Vietnam
Hypsosinga pygmaea nigriceps (Kulczyński, 1903) - Turchia
11. Hypsosinga rubens (Hentz, 1847) - USA, Canada
12. Hypsosinga sanguinea (C. L. Koch, 1844)[1] - regione paleartica
13. Hypsosinga taprobanica (Simon, 1895) - Sri Lanka
14. Hypsosinga turkmenica Bakhvalov, 1978 - Turkmenistan
15. Hypsosinga vaulogeri (Simon, 1909) - Vietnam
16. Hypsosinga wanica Song, Qian & Gao, 1996 - Cina

## Ideocaira
Ideocaira Simon, 1903
- Ideocaira transversa (Simon, 1903)[1] - Sudafrica (Natal)
- Ideocaira triquetra (Simon, 1903) - Sudafrica

## Isoxya
Isoxya Simon, 1885
1. Isoxya basilewskyi Benoit & Emerit, 1975 — Ruanda, Congo
2. Isoxya cicatricosa (C. L. Koch, 1844)[1] — Africa centrale, orientale e meridionale, Yemen
3. Isoxya cowani (Butler, 1882) — Madagascar
4. Isoxya mahafalensis Emerit, 1974 — Madagascar
5. Isoxya milloti Emerit, 1974 — Madagascar
6. Isoxya mossamedensis Benoit, 1962 — Angola
7. Isoxya mucronata (Walckenaer, 1842) — Africa centrale e meridionale
8. Isoxya nigromutica (Caporiacco, 1939) — Africa orientale
9. Isoxya penizoides Simon, 1887 — Africa centrale, occidentale e orientale
10. Isoxya reuteri (Lenz, 1886) — Madagascar
11. Isoxya semiflava Simon, 1887 — Africa centrale e occidentale
12. Isoxya somalica (Caporiacco, 1940) — Somalia

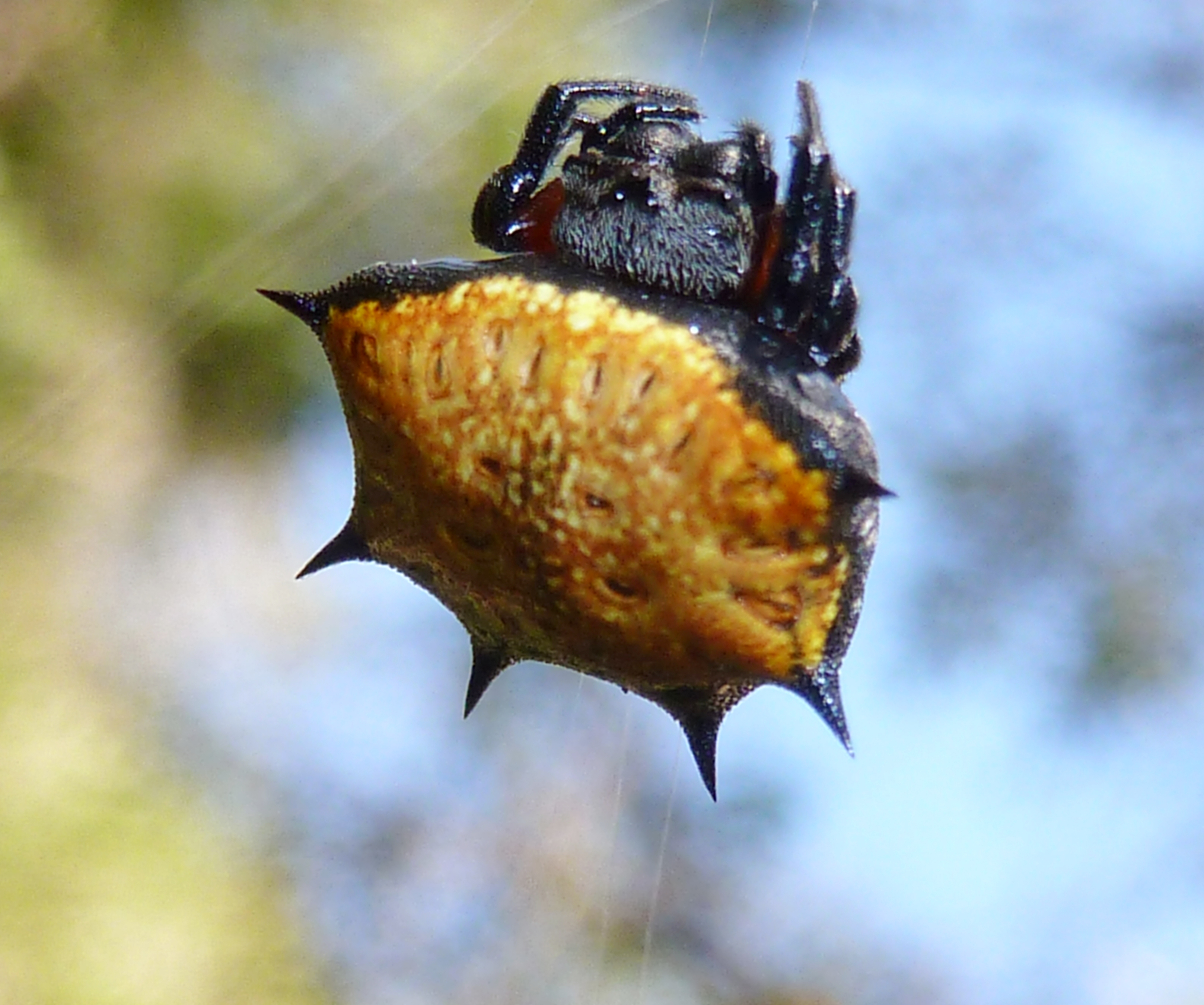
Isoxya tabulata, parte dorsale

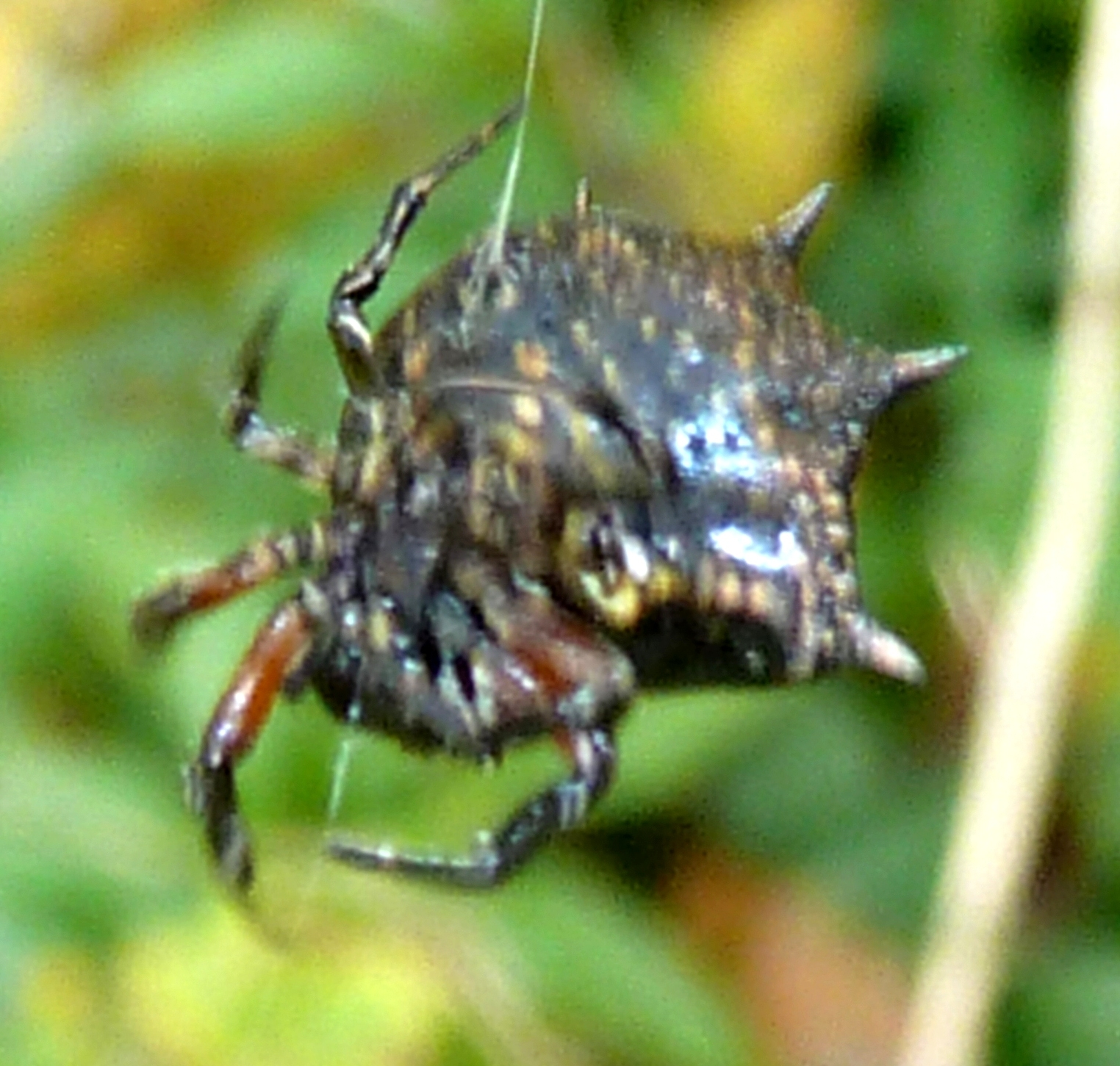
Isoxya tabulata, parte ventrale

13. Isoxya stuhlmanni (Bösenberg & Lenz, 1895) — Africa centrale, orientale e meridionale
14. Isoxya tabulata (Thorell, 1859) — Africa centrale, orientale e meridionale
15. Isoxya testudinaria (Simon, 1901) — Africa orientale, centrale e occidentale
16. Isoxya yatesi Emerit, 1973 — Sudafrica

## Kaira
Kaira O. P.-Cambridge, 1889
- Kaira alba (Hentz, 1850) - USA, Messico
- Kaira altiventer O. P.-Cambridge, 1889 - dagli USA al Brasile
- Kaira candidissima (Mello-Leitão, 1941) - Argentina
- Kaira cobimcha Levi, 1993 - Brasile
- Kaira conica Gerschman & Schiapelli, 1948 - Brasile, Argentina
- Kaira dianae Levi, 1993 - Perù
- Kaira echinus (Simon, 1897) - Brasile, Argentina
- Kaira electa (Keyserling, 1883) - Brasile
- Kaira erwini Levi, 1993 - Perù
- Kaira gibberosa O. P.-Cambridge, 1890[1] - dal Messico al Brasile
- Kaira hiteae Levi, 1977 - USA
- Kaira levii Alayón, 1993 - Cuba
- Kaira sabino Levi, 1977 - USA
- Kaira sexta (Chamberlin, 1916) - dal Guatemala al Brasile
- Kaira shinguito Levi, 1993 - Perù
- Kaira tulua Levi, 1993 - Colombia

## Kapogea
Kapogea Levi, 1997
- Kapogea cyrtophoroides (F. O. P.-Cambridge, 1904) - dal Messico al Perù, Bolivia, Brasile
- Kapogea isosceles (Mello-Leitão, 1939) - Grandi Antille, da Panama all'Argentina
- Kapogea sellata (Simon, 1895)[1] - Grandi Antille, dalla Costa Rica all'Argentina
- Kapogea sexnotata (Simon, 1895) - dal Venezuela al Perù, Bolivia, Brasile

## Kilima
Kilima Grasshoff, 1970
- Kilima conspersa Grasshoff, 1970 - Congo
- Kilima decens (Blackwall, 1866)[1] - Africa centrale, orientale e meridionale, isole Seychelles
- Kilima griseovariegata (Tullgren, 1910) - Africa centrale e orientale, Yemen

## Larinia
Larinia Simon, 1874

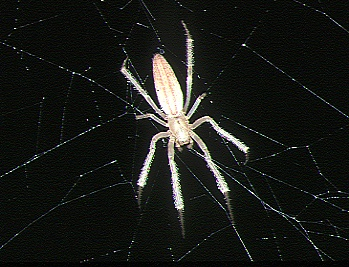
Larinia phthisica, femmina

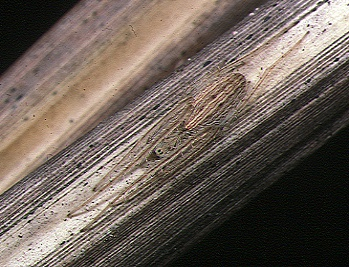
Larinia onoi, femmina

1. Larinia acuticauda Simon, 1906 - dall'Africa occidentale ad Israele
2. Larinia ambo Harrod, Levi & Leibensperger, 1991 - Ecuador, Perù
3. Larinia assimilis Tullgren, 1910 - Africa orientale
4. Larinia astrigera Yin et al., 1990 - Cina
5. Larinia bharatae Bhandari & Gajbe, 2001 - India
6. Larinia bifida Tullgren, 1910 - Africa centrale, orientale e meridionale, isole Seychelles
7. Larinia bivittata Keyserling, 1885 - Brasile, Paraguay, Uruguay, Argentina, Cile
8. Larinia blandula (Grasshoff, 1971) - Africa occidentale
9. Larinia bonneti Spassky, 1939 - regione paleartica
10. Larinia borealis Banks, 1894 - America settentrionale
11. Larinia bossae Marusik, 1987 - Russia
12. Larinia chloris (Audouin, 1826) - dalla Turchia al Mozambico, India
13. Larinia cyclera Yin et al., 1990 - Cina
14. Larinia dasia (Roberts, 1983) - isola di Aldabra
15. Larinia delicata Rainbow, 1920 - isola Lord Howe
16. Larinia dinanea Yin et al., 1990 - Cina
17. Larinia directa (Hentz, 1847) - dagli USA al Brasile
18. Larinia elegans Spassky, 1939 - dall'Austria alla Cina
19. Larinia emertoni Gajbe & Gajbe, 2004 - India
20. Larinia famulatoria (Keyserling, 1883) - USA, Messico
21. Larinia fangxiangensis Zhu, Lian & Chen, 2006 - Cina
22. Larinia jamberoo Framenau & Scharff, 2008 - Nuovo Galles del Sud, Victoria, Australia meridionale
23. Larinia jaysankari Biswas, 1984 - India
24. Larinia jeskovi Marusik, 1987 - dall'Europa orientale al Giappone
25. Larinia kampala (Grasshoff, 1971) - Uganda
26. Larinia kanpurae Patel & Nigam, 1994 - India
27. Larinia lampa Harrod, Levi & Leibensperger, 1991 - Perù, Bolivia
28. Larinia lineata (Lucas, 1846)[1] - Mediterraneo occidentale
29. Larinia liuae Yin & Bao, 2012 - Cina
30. Larinia macrohooda Yin et al., 1990 - Cina
31. Larinia mandlaensis Gajbe, 2005 - India
32. Larinia microhooda Yin et al., 1990 - Cina
33. Larinia minor (Bryant, 1945) - Hispaniola
34. Larinia montagui Hogg, 1914 - Australia, isole Norfolk, isola Lord Howe
35. Larinia montecarlo (Levi, 1988) - Brasile, Argentina
36. Larinia natalensis (Grasshoff, 1971) - Sudafrica
37. Larinia neblina Harrod, Levi & Leibensperger, 1991 - Venezuela
38. Larinia nolabelia Yin et al., 1990 - Cina
39. Larinia obtusa (Grasshoff, 1971) - Congo
40. Larinia onoi Tanikawa, 1989 - Giappone
41. Larinia parangmata Barrion & Litsinger, 1995 - Filippine
42. Larinia phthisica (L. Koch, 1871) - Asia, Giappone, Filippine, Nuova Guinea, Australia
43. Larinia pubiventris Simon, 1889 - Asia centrale
44. Larinia sekiguchii Tanikawa, 1989 - Russia, Cina, Giappone
45. Larinia strandi Caporiacco, 1941 - Etiopia
46. Larinia tabida (L. Koch, 1872) - da Celebes all'Australia, Nuova Caledonia
47. Larinia tamatave (Grasshoff, 1971) - Madagascar
48. Larinia teiraensis Biswas & Biswas, 2007 - India
49. Larinia t-notata (Tullgren, 1905) - Brasile, Argentina
50. Larinia trifida Tullgren, 1910 - Africa centrale ed orientale
51. Larinia triprovina Yin et al., 1990 - Cina
52. Larinia tucuman Harrod, Levi & Leibensperger, 1991 - Argentina
53. Larinia tyloridia Patel, 1975 - India
54. Larinia vara Kauri, 1950 - Sudafrica
55. Larinia wenshanensis Yin & Yan, 1994 - Cina

## Lariniaria
Lariniaria Grasshoff, 1970

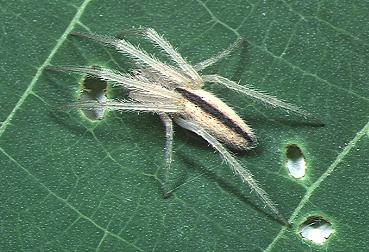
Lariniaria argiopiformis

- Lariniaria argiopiformis (Bösenberg & Strand, 1906) — Russia, Cina, Corea, Giappone

## Larinioides

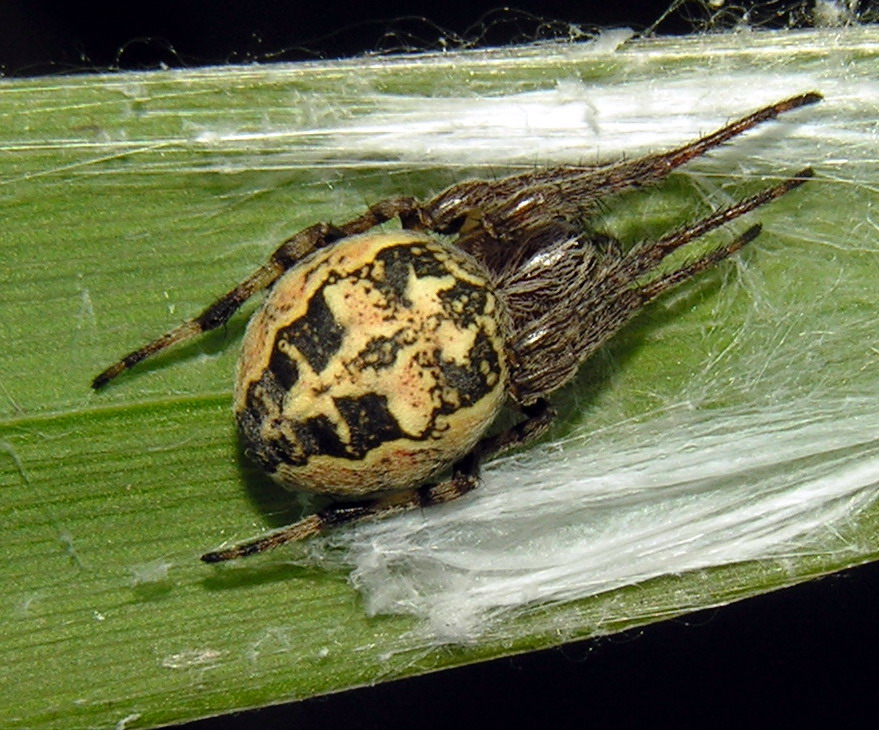
Larinioides cornutus

Larinioides Caporiacco, 1934
- Larinioides chabarovi (Bakhvalov, 1981) - Russia
- Larinioides cornutus (Clerck, 1757) - regione olartica
- Larinioides ixobolus (Thorell, 1873) - regione paleartica
- Larinioides patagiatus (Clerck, 1757) - regione olartica
Larinioides patagiatus islandicola (Strand, 1906) - Islanda
- Larinioides sclopetarius (Clerck, 1757) - regione olartica
- Larinioides suspicax (O. P.-Cambridge, 1876)[1] - dall'Europa all'Asia centrale

## Leviellus
Leviellus Wunderlich, 2004
- Leviellus caspica (Simon, 1889) - Asia centrale
- Leviellus inconveniens (O. P.-Cambridge, 1872) - Libano, Israele
- Leviellus kochi (Thorell, 1870)[1] - Europa meridionale, Africa settentrionale, Asia centrale
- Leviellus thorelli (Ausserer, 1871) - Europa

## Lewisepeira
Lewisepeira Levi, 1993
- Lewisepeira boquete Levi, 1993 — Panama
- Lewisepeira chichinautzin Levi, 1993 — Messico
- Lewisepeira farri (Archer, 1958)[1] — Giamaica
- Lewisepeira maricao Levi, 1993 — Puerto Rico

## Lipocrea
Lipocrea Thorell, 1878
- Lipocrea diluta Thorell, 1887 - dalla Birmania all'Indonesia

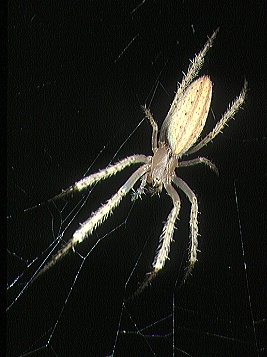
Lipocrea fusiformis, femmina

- Lipocrea epeiroides (O. P.-Cambridge, 1872) - Grecia, Cipro, Turchia, Israele, Yemen, India
- Lipocrea fusiformis (Thorell, 1877)[1] - dall'India al Giappone, Filippine, Celebes
- Lipocrea longissima (Simon, 1881) - Africa centrale, orientale e meridionale

## Macracantha
Macracantha Simon, 1864
- Macracantha arcuata (Fabricius, 1793)[1] — India, dalla Cina al Borneo

## Madacantha

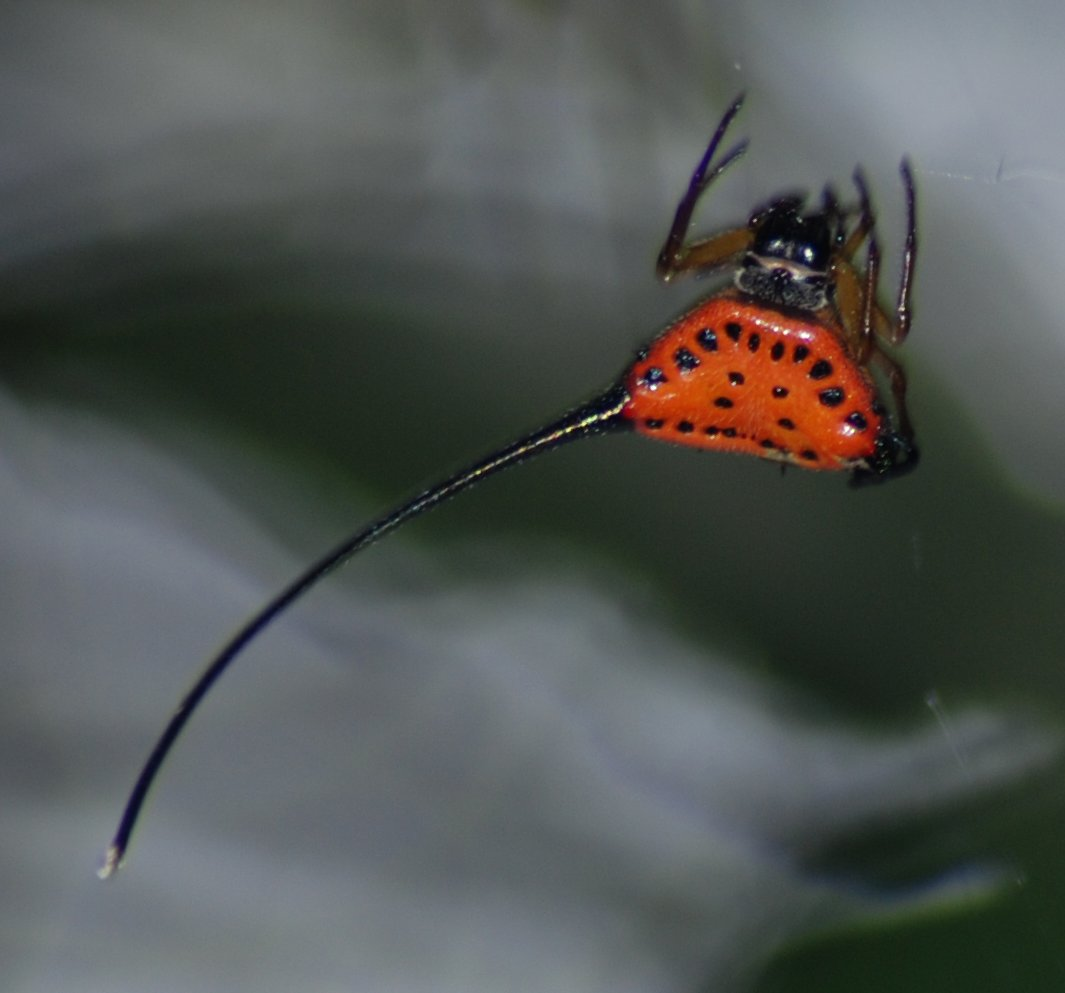
Macracantha arcuata

Madacantha Emerit, 1970
- Madacantha nossibeana (Strand, 1916)[1] — Madagascar

## Madrepeira
Madrepeira Levi, 1995
- Madrepeira amazonica Levi, 1995 — Perù, Bolivia, Brasile

## Mahembea
Mahembea Grasshoff, 1970
- Mahembea hewitti (Lessert, 1930) - Africa orientale e centrale

## Mangora
Mangora O. P.-Cambridge, 1889
1. Mangora acalypha (Walckenaer, 1802) - regione paleartica
2. Mangora acaponeta Levi, 2005 - Messico
3. Mangora acoripa Levi, 2007 - Brasile

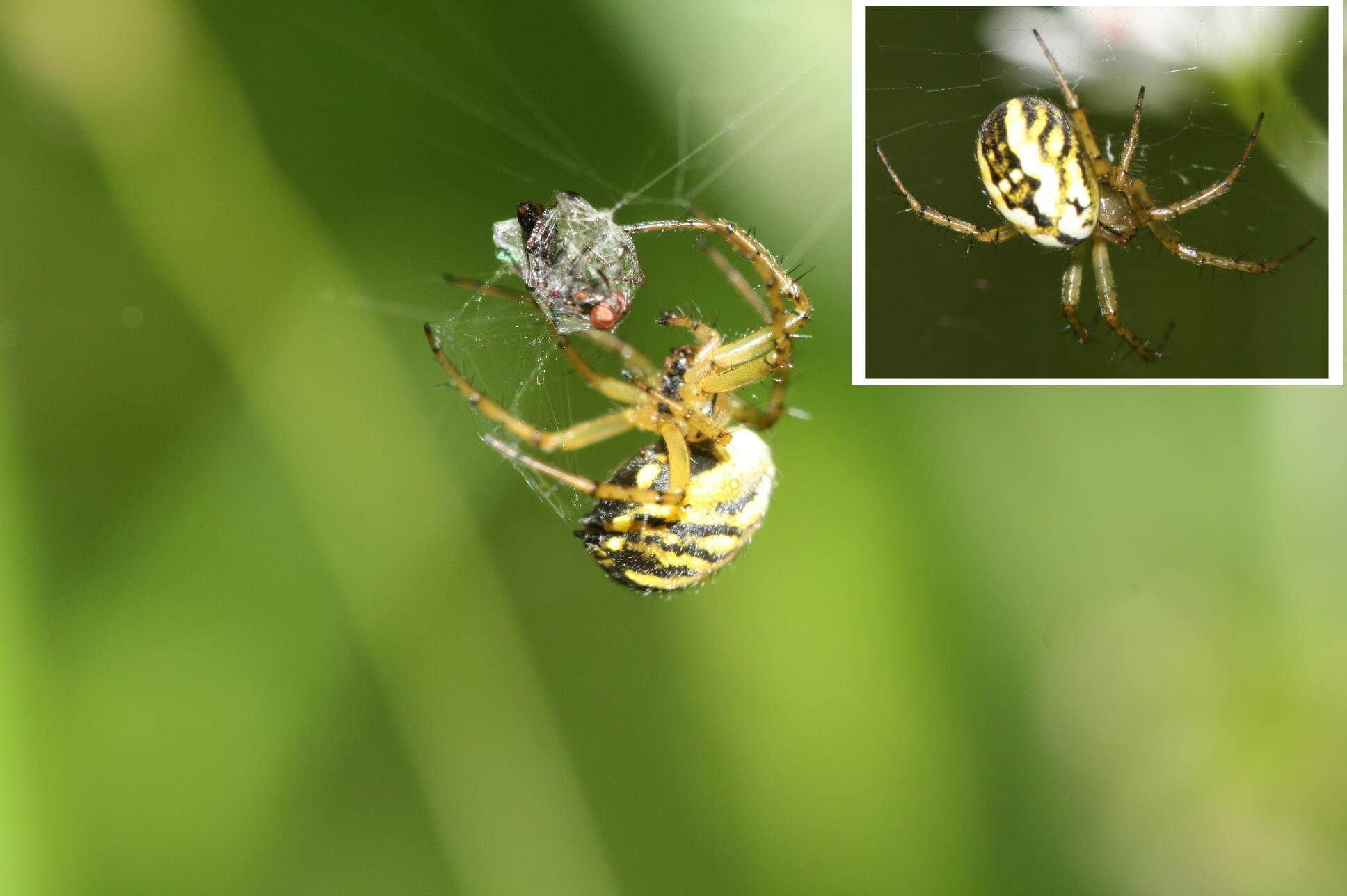
Mangora acalipha

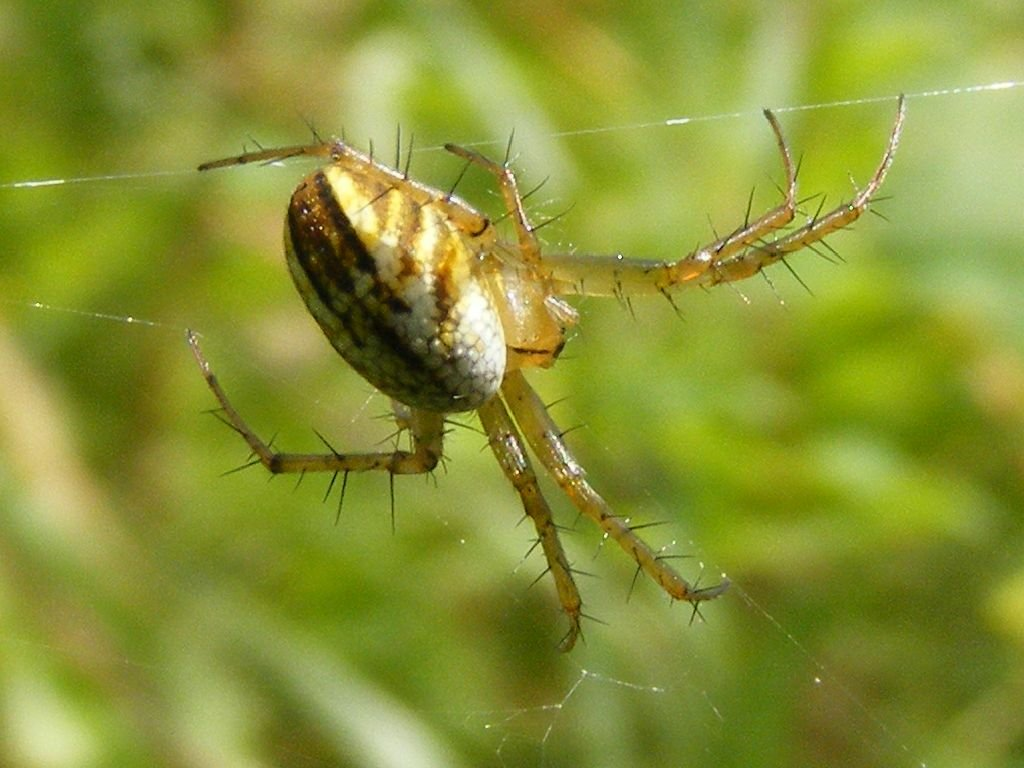
Mangora gibberosa

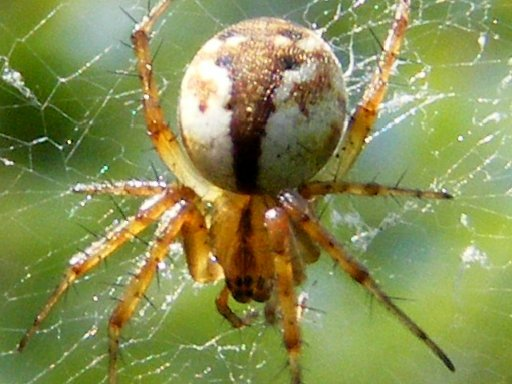
Mangora placida

4. Mangora acre Levi, 2007 - Colombia, Perù, Brasile
5. Mangora alinahui Levi, 2007 - Ecuador, Bolivia, Brasile
6. Mangora amacayacu Levi, 2007 - Colombia, Venezuela, Perù, Brasile
7. Mangora amchickeringi Levi, 2005 - Panama, Colombia, Venezuela, Trinidad
8. Mangora angulopicta Yin et al., 1990 - Cina
9. Mangora anilensis Levi, 2007 - Brasile
10. Mangora antillana Dierkens, 2012 - Martinica
11. Mangora antonio Levi, 2007 - Brasile
12. Mangora apaporis Levi, 2007 - Colombia, Perù
13. Mangora apobama Levi, 2007 - Perù, Bolivia, Brasile
14. Mangora argenteostriata Simon, 1897 - Brasile
15. Mangora aripeba Levi, 2007 - Brasile
16. Mangora aripuana Levi, 2007 - Brasile
17. Mangora asis Levi, 2007 - Colombia
18. Mangora ayo Levi, 2007 - Colombia
19. Mangora balbina Levi, 2007 - Brasile
20. Mangora bambusa Levi, 2007 - Colombia
21. Mangora barba Levi, 2007 - Colombia
22. Mangora bemberg Levi, 2007 - Brasile, Argentina
23. Mangora bimaculata (O. P.-Cambridge, 1889) - dal Messico alla Costa Rica
24. Mangora blumenau Levi, 2007 - Brasile
25. Mangora bocaina Levi, 2007 - Brasile
26. Mangora bonaldoi Levi, 2007 - Brasile
27. Mangora botelho Levi, 2007 - Brasile
28. Mangora bovis Levi, 2007 - Brasile, Guyana
29. Mangora boyaca Levi, 2007 - Colombia
30. Mangora brokopondo Levi, 2007 - Brasile, Guyana, Suriname, Guiana francese
31. Mangora browns Levi, 2007 - Suriname
32. Mangora caballero Levi, 2007 - Brasile, Argentina
33. Mangora cajuta Levi, 2007 - Bolivia
34. Mangora calcarifera F. O. P.-Cambridge, 1904 - dagli USA alla Costa Rica
35. Mangora campeche Levi, 2005 - Messico
36. Mangora candida Chickering, 1954 - Panama
37. Mangora caparu Levi, 2007 - Colombia
38. Mangora castelo Levi, 2007 - Brasile
39. Mangora caxias Levi, 2007 - Brasile, Argentina
40. Mangora cercado Levi, 2007 - Brasile
41. Mangora chacobo Levi, 2007 - Perù, Bolivia, Brasile
42. Mangora chanchamayo Levi, 2007 - Perù
43. Mangora chao Levi, 2007 - Brasile, Paraguay
44. Mangora chavantina Levi, 2007 - Brasile, Guiana francese
45. Mangora chicanna Levi, 2005 - dal Messico all'Honduras
46. Mangora chiguaza Levi, 2007 - Ecuador, Perù
47. Mangora chispa Levi, 2007 - Perù
48. Mangora chuquisaca Levi, 2007 - Bolivia, Argentina
49. Mangora cochuna Levi, 2007 - Perù, Argentina
50. Mangora colonche Levi, 2007 - Perù, Ecuador
51. Mangora comaina Levi, 2007 - Perù
52. Mangora corcovado Levi, 2005 - Costa Rica
53. Mangora corocito Levi, 2007 - Venezuela, Guiana francese
54. Mangora craigae Levi, 2005 - Costa Rica
55. Mangora crescopicta Yin et al., 1990 - Cina
56. Mangora cutucu Levi, 2007 - Ecuador
57. Mangora dagua Levi, 2007 - Colombia
58. Mangora dianasilvae Levi, 2007 - Colombia, Venezuela, Trinidad, Perù, Bolivia, Brasile
59. Mangora distincta Chickering, 1963 - dall'Honduras alla Costa Rica
60. Mangora divisor Levi, 2007 - Brasile
61. Mangora eberhardi Levi, 2007 - Colombia
62. Mangora engleri Levi, 2007 - Ecuador
63. Mangora enseada Levi, 2007 - Brasile, Argentina
64. Mangora explorama Levi, 2007 - Perù
65. Mangora falconae Schenkel, 1953 - Panama, Colombia, Venezuela
66. Mangora fascialata Franganillo, 1936 - dagli USA all'Honduras, Cuba, Hispaniola, Trinidad
67. Mangora florestal Levi, 2007 - Brasile
68. Mangora foliosa Zhu & Yin, 1998 - Cina
69. Mangora fornicata (Keyserling, 1864) - Colombia
70. Mangora fortuna Levi, 2005 - Costa Rica, Panama
71. Mangora fundo Levi, 2007 - Brasile
72. Mangora gibberosa (Hentz, 1847) - America settentrionale
73. Mangora goodnightorum Levi, 2005 - Messico
74. Mangora grande Levi, 2007 - Venezuela
75. Mangora hemicraera (Thorell, 1890) - Malesia
76. Mangora herbeoides (Bösenberg & Strand, 1906) - Cina, Corea, Giappone
77. Mangora hirtipes (Taczanowski, 1878) - Perù, Brasile, Guyana, Guiana francese
78. Mangora huallaga Levi, 2007 - Perù, Bolivia
79. Mangora huancabamba Levi, 2007 - Perù
80. Mangora ikuruwa Levi, 2007 - Venezuela, Guyana, Guiana francese, Perù
81. Mangora inconspicua Schenkel, 1936 - Cina
82. Mangora insperata Soares & Camargo, 1948 - Colombia, Perù, Brasile
83. Mangora isabel Levi, 2007 - Brasile, Guiana francese
84. Mangora itabapuana Levi, 2007 - Brasile
85. Mangora itatiaia Levi, 2007 - Brasile
86. Mangora itza Levi, 2005 - Messico
87. Mangora ixtapan Levi, 2005 - Messico
88. Mangora jumboe Levi, 2007 - Ecuador
89. Mangora keduc Levi, 2007 - Brasile
90. Mangora kochalkai Levi, 2007 - Colombia
91. Mangora kuntur Levi, 2007 - Perù
92. Mangora lactea Mello-Leitão, 1944 - Bolivia, Brasile, Argentina
93. Mangora laga Levi, 2007 - Perù
94. Mangora latica Levi, 2007 - Colombia
95. Mangora lechugal Levi, 2007 - Perù, Ecuador
96. Mangora leticia Levi, 2007 - Colombia
97. Mangora leucogasteroidesRoewer, 1955 - Birmania
98. Mangora leverger Levi, 2007 - Brasile, Paraguay
99. Mangora logrono Levi, 2007 - Ecuador
100. Mangora maculata (Keyserling, 1865) - USA
101. Mangora mamiraua Levi, 2007 - Brasile
102. Mangora manglar Levi, 2007 - Ecuador
103. Mangora manicore Levi, 2007 - Brasile
104. Mangora mapia Levi, 2007 - Brasile
105. Mangora matamata Levi, 2007 - Colombia
106. Mangora mathani Simon, 1895 - Colombia, Perù, Ecuador, Brasile
107. Mangora maximiano Levi, 2007 - Brasile
108. Mangora melanocephala (Taczanowski, 1874) - dal Messico all'Argentina
109. Mangora melanoleuca Mello-Leitão, 1941 - Argentina
110. Mangora melloleitaoi Levi, 2007 - Brasile
111. Mangora minacu Levi, 2007 - Brasile
112. Mangora missa Levi, 2007 - Brasile, Argentina
113. Mangora mitu Levi, 2007 - Colombia
114. Mangora mobilis (O. P.-Cambridge, 1889) - dal Messico all'Honduras
115. Mangora montana Chickering, 1954 - Costa Rica, Panama
116. Mangora morona Levi, 2007 - Ecuador, Brasile
117. Mangora moyobamba Levi, 2007 - Perù
118. Mangora nahuatl Levi, 2005 - Messico
119. Mangora nonoai Levi, 2007 - Brasile
120. Mangora novempupillata Mello-Leitão, 1940 - Colombia, Perù, Bolivia, Brasile
121. Mangora nuco Levi, 2007 - Perù
122. Mangora oaxaca Levi, 2005 - Messico
123. Mangora ordaz Levi, 2007 - Venezuela
124. Mangora ouropreto Santos & Santos, 2011 - Brasile
125. Mangora oxapampa Levi, 2007 - Perù
126. Mangora pagoreni Levi, 2007 - Perù
127. Mangora palenque Levi, 2007 - Ecuador
128. Mangora paranaiba Levi, 2007 - Brasile
129. Mangora passiva (O. P.-Cambridge, 1889) - dagli USA al Nicaragua
130. Mangora paula Levi, 2007 - Brasile
131. Mangora peichiuta Levi, 2007 - Paraguay
132. Mangora pepino Levi, 2007 - Colombia
133. Mangora pia Chamberlin & Ivie, 1936 - Panama, Colombia, Venezuela, Brasile
134. Mangora picta O. P.-Cambridge, 1889[1] - dal Messico all'Honduras
135. Mangora pira Levi, 2007 - Colombia
136. Mangora piratini Rodrigues & Mendonça, 2011 - Brasile
137. Mangora piroca Levi, 2007 - Brasile
138. Mangora placida (Hentz, 1847) - America settentrionale
139. Mangora polypicula Yin et al., 1990 - Cina
140. Mangora porcullo Levi, 2007 - Perù
141. Mangora puerto Levi, 2007 - Perù
142. Mangora punctipes (Taczanowski, 1878) - Perù
143. Mangora purulha Levi, 2005 - Guatemala
144. Mangora ramirezi Levi, 2007 - Brasile, Argentina
145. Mangora rhombopicta Yin et al., 1990 - Cina
146. Mangora rondonia Levi, 2007 - Brasile
147. Mangora rupununi Levi, 2007 - Guyana
148. Mangora saut Levi, 2007 - Guiana francese
149. Mangora schneirlai Chickering, 1954 - Costa Rica, Panama
150. Mangora sciosciae Levi, 2007 - Argentina
151. Mangora semiargentea Simon, 1895 - Sri Lanka
152. Mangora semiatra Levi, 2007 - Colombia, Venezuela, Perù
153. Mangora shudikar Levi, 2007 - Guyana
154. Mangora sobradinho Levi, 2007 - Brasile
155. Mangora socorpa Levi, 2007 - Colombia
156. Mangora songyangensis Yin et al., 1990 - Cina
157. Mangora spiculata (Hentz, 1847) - USA, Cina
158. Mangora strenua (Keyserling, 1893) - Brasile, Argentina
159. Mangora sturmi Levi, 2007 - Colombia
160. Mangora sufflava Chickering, 1963 - Panama
161. Mangora sumauma Levi, 2007 - Brasile
162. Mangora taboquinha Levi, 2007 - Brasile
163. Mangora taczanowskii Levi, 2007 - Perù
164. Mangora tambo Levi, 2007 - Perù
165. Mangora taraira Levi, 2007 - Colombia
166. Mangora tarapuy Levi, 2007 - Ecuador, Brasile
167. Mangora tarma Levi, 2007 - Perù
168. Mangora tefe Levi, 2007 - Colombia, Ecuador, Brasile
169. Mangora theridioides Mello-Leitão, 1948 - Guyana
170. Mangora tschekiangensis Schenkel, 1963 - Cina
171. Mangora umbrata Simon, 1897 - Perù
172. Mangora unam Levi, 2007 - Colombia, Perù, Brasile
173. Mangora uraricoera Levi, 2007 - Colombia, Venezuela, Perù, Ecuador, Brasile, Guyana, Suriname, Guiana francese
174. Mangora uru Levi, 2007 - Perù
175. Mangora uziga Levi, 2007 - Paraguay, Argentina
176. Mangora vaupes Levi, 2007 - Colombia
177. Mangora velha Levi, 2007 - Brasile
178. Mangora vianai Levi, 2007 - Argentina
179. Mangora villeta Levi, 2007 - Colombia
180. Mangora vito Levi, 2005 - Costa Rica
181. Mangora volcan Levi, 2005 - Panama
182. Mangora v-signata Mello-Leitão, 1943 - Bolivia, Brasile, Argentina
183. Mangora yacupoi Levi, 2007 - Argentina
184. Mangora yungas Levi, 2007 - Argentina
185. Mangora zepol Levi, 2007 - Colombia
186. Mangora zona Levi, 2007 - Perù

## Manogea
Manogea Levi, 1997
- Manogea gaira Levi, 1997 - Colombia, Venezuela
- Manogea porracea (C. L. Koch, 1838)[1] - da Panama all'Argentina
- Manogea triforma Levi, 1997 - Messico, Guatemala, Honduras

## Mastophora
Mastophora Holmberg, 1876
1. Mastophora abalosi Urtubey & Báez, 1983 — Argentina
2. Mastophora alachua Levi, 2003 — USA
3. Mastophora alvareztoroi Ibarra & Jiménez, 2003 — USA, Messico
4. Mastophora apalachicola Levi, 2003 — USA
5. Mastophora archeri Gertsch, 1955 — USA
6. Mastophora bisaccata (Emerton, 1884) — USA, Messico
7. Mastophora brescoviti Levi, 2003 — Brasile
8. Mastophora caesariata Eberhard & Levi, 2006 — Costa Rica
9. Mastophora carpogaster Mello-Leitão, 1925 — Brasile
10. Mastophora catarina Levi, 2003 — Brasile
11. Mastophora comma Báez & Urtubey, 1985 — Argentina
12. Mastophora conica Levi, 2006 — Argentina
13. Mastophora conifera (Holmberg, 1876) — Argentina
14. Mastophora cornigera (Hentz, 1850) — dagli USA al Nicaragua
15. Mastophora corpulenta (Banks, 1898) — Messico, Honduras, Nicaragua, Brasile
16. Mastophora corumbatai Levi, 2003 — Brasile
17. Mastophora cranion Mello-Leitão, 1928 — Brasile
18. Mastophora diablo Levi, 2003 — Argentina
19. Mastophora dizzydeani Eberhard, 1981 — Colombia, Perù
20. Mastophora escomeli Levi, 2003 — Perù
21. Mastophora extraordinaria Holmberg, 1876[1] — Brasile, Uruguay, Argentina
22. Mastophora fasciata Reimoser, 1939 — Costa Rica, Venezuela
23. Mastophora felda Levi, 2003 — USA
24. Mastophora felis Piza, 1976 — Brasile
25. Mastophora gasteracanthoides (Nicolet, 1849) — Cile
26. Mastophora haywardi Birabén, 1946 — Argentina
27. Mastophora holmbergi Canals, 1931 — Paraguay, Argentina
28. Mastophora hutchinsoni Gertsch, 1955 — USA
29. Mastophora lara Levi, 2003 — Venezuela
30. Mastophora leucabulba (Gertsch, 1955) — dagli USA all'Honduras
31. Mastophora leucacantha (Simon, 1897) — Brasile
32. Mastophora longiceps Mello-Leitão, 1940 — Brasile
33. Mastophora melloleitaoi Canals, 1931 — Brasile, Argentina
34. Mastophora obtusa Mello-Leitão, 1936 — Brasile
35. Mastophora pesqueiro Levi, 2003 — Brasile
36. Mastophora phrynosoma Gertsch, 1955 — USA
37. Mastophora pickeli Mello-Leitão, 1931 — Brasile
38. Mastophora piras Levi, 2003 — Brasile
39. Mastophora rabida Levi, 2003 — Isole Galápagos
40. Mastophora reimoseri Levi, 2003 — Paraguay
41. Mastophora satan Canals, 1931 — Brasile, Uruguay, Argentina
42. Mastophora satsuma Levi, 2003 — USA
43. Mastophora seminole Levi, 2003 — USA
44. Mastophora soberiana Levi, 2003 — Panama
45. Mastophora stowei Levi, 2003 — USA
46. Mastophora timuqua Levi, 2003 — USA
47. Mastophora vaquera Gertsch, 1955 — Cuba
48. Mastophora yacare Levi, 2003 — Uruguay
49. Mastophora yeargani Levi, 2003 — USA
50. Mastophora ypiranga Levi, 2003 — Brasile

## Mecynogea
Mecynogea Simon, 1903
- Mecynogea apatzingan Levi, 1997 — Messico
- Mecynogea bigibba Simon, 1903 — Brasile, Uruguay
- Mecynogea buique Levi, 1997 — Brasile
- Mecynogea chavona Levi, 1997 — Colombia
- Mecynogea erythromela (Holmberg, 1876) — Brasile, Paraguay, Argentina, Cile
- Mecynogea lemniscata (Walckenaer, 1842)[1] — dagli USA all'Argentina
- Mecynogea martiana (Archer, 1958) — Cuba, Hispaniola
- Mecynogea ocosingo Levi, 1997 — Messico
- Mecynogea sucre Levi, 1997 — Venezuela, Brasile

## Megaraneus
Megaraneus Lawrence, 1968
- Megaraneus gabonensis (Lucas, 1858)[1] — Africa

## Melychiopharis
Melychiopharis Simon, 1895
- Melychiopharis bibendum Brescovit, Santos & Leite, 2011 - Brasile
- Melychiopharis cynips Simon, 1895[1] - Brasile

## Metazygia
Metazygia F. O. P.-Cambridge, 1904
1. Metazygia adisi Levi, 1995 — Brasile
2. Metazygia aldela Levi, 1995 — Brasile
3. Metazygia amalla Levi, 1995 — Brasile
4. Metazygia arnoi Levi, 1995 — Brasile
5. Metazygia atalaya Levi, 1995 — Perù
6. Metazygia atama Levi, 1995 — Brasile
7. Metazygia bahama Levi, 1995 — Isole Bahamas
8. Metazygia bahia Levi, 1995 — Brasile
9. Metazygia barueri Levi, 1995 — Brasile
10. Metazygia benella Levi, 1995 — Panama, Colombia
11. Metazygia bolivia Levi, 1995 — Bolivia
12. Metazygia calix (Walckenaer, 1842) — USA
13. Metazygia carimagua Levi, 1995 — Colombia
14. Metazygia carolinalis (Archer, 1951) — USA
15. Metazygia carrizal Levi, 1995 — Guatemala
16. Metazygia castaneoscutata (Simon, 1895) — Perù, Brasile
17. Metazygia cazeaca Levi, 1995 — Brasile
18. Metazygia chenevo Levi, 1995 — Colombia, Guyana
19. Metazygia chicanna Levi, 1995 — Messico, Belize, Honduras, Giamaica
20. Metazygia cienaga Levi, 1995 — Hispaniola
21. Metazygia corima Levi, 1995 — Colombia
22. Metazygia corumba Levi, 1995 — Bolivia, Brasile
23. Metazygia crabroniphila Strand, 1916 — Brasile
24. Metazygia crewi (Banks, 1903) — Grandi Antille, Isole Vergini
25. Metazygia cunha Levi, 1995 — Brasile
26. Metazygia curari Levi, 1995 — Brasile
27. Metazygia dubia (Keyserling, 1864) — Costa Rica, da Cuba alle Isole Galápagos, Perù, Brasile
28. Metazygia ducke Levi, 1995 — Brasile, Bolivia
29. Metazygia enabla Levi, 1995 — Venezuela
30. Metazygia erratica (Keyserling, 1883) — Brasile
31. Metazygia floresta Levi, 1995 — Brasile
32. Metazygia genaro Levi, 1995 — Perù
33. Metazygia genialis (Keyserling, 1892) — Brasile
34. Metazygia goeldii Levi, 1995 — Brasile
35. Metazygia gregalis (O. P.-Cambridge, 1889) — Nicaragua, dalle Indie Occidentali all'Argentina
36. Metazygia ikuruwa Levi, 1995 — Guyana
37. Metazygia incerta (O. P.-Cambridge, 1889) — dal Belize a Panama
38. Metazygia ipago Levi, 1995 — Brasile
39. Metazygia ipanga Levi, 1995 — Bolivia, Brasile, Argentina
40. Metazygia isabelae Levi, 1995 — Brasile
41. Metazygia ituari Levi, 1995 — Brasile
42. Metazygia jamari Levi, 1995 — Brasile, Suriname
43. Metazygia keyserlingi Banks, 1929 — Costa Rica, Panama, Colombia, Trinidad
44. Metazygia lagiana Levi, 1995 — Perù, Brasile, Bolivia, Argentina
45. Metazygia laticeps (O. P.-Cambridge, 1889) — dal Guatemala alla Bolivia, Brasile
46. Metazygia lazepa Levi, 1995 — Colombia, Venezuela
47. Metazygia levii Santos, 2003 — Brasile
48. Metazygia limonal Levi, 1995 — Perù, Brasile, Argentina
49. Metazygia lopez Levi, 1995 — Colombia, Venezuela, Perù, Brasile
50. Metazygia loque Levi, 1995 — Bolivia
51. Metazygia manu Levi, 1995 — Perù
52. Metazygia mariahelenae Levi, 1995 — Brasile
53. Metazygia matanzas Levi, 1995 — Cuba
54. Metazygia moldira Levi, 1995 — Ecuador, Perù
55. Metazygia mundulella (Strand, 1916) — Brasile
56. Metazygia nigrocincta (F. O. P.-Cambridge, 1904) — dal Messico a Panama
57. Metazygia nobas Levi, 1995 — Ecuador
58. Metazygia octama Levi, 1995 — da Panama al Perù
59. Metazygia oro Levi, 1995 — Ecuador
60. Metazygia pallidula (Keyserling, 1864) — dal Messico al Perù
61. Metazygia paquisha Levi, 1995 — Venezuela, Perù
62. Metazygia pastaza Levi, 1995 — Perù
63. Metazygia patiama Levi, 1995 — Perù, Brasile
64. Metazygia peckorum Levi, 1995 — Colombia, Ecuador, Perù, Brasile
65. Metazygia pimentel Levi, 1995 — Venezuela, Perù
66. Metazygia redfordi Levi, 1995 — Brasile
67. Metazygia rogenhoferi (Keyserling, 1878) — Brasile
68. Metazygia rothi Levi, 1995 — Colombia
69. Metazygia samiria Levi, 1995 — Perù
70. Metazygia saturnino Levi, 1995 — Brasile
71. Metazygia sendero Levi, 1995 — Ecuador, Perù
72. Metazygia serian Levi, 1995 — Costa Rica
73. Metazygia silvestris (Bryant, 1942) — Puerto Rico
74. Metazygia souza Levi, 1995 — Brasile
75. Metazygia taman Levi, 1995 — Messico
76. Metazygia tanica Levi, 1995 — Guyana
77. Metazygia tapa Levi, 1995 — Perù
78. Metazygia uma Levi, 1995 — Perù, Brasile
79. Metazygia uraricoera Levi, 1995 — Brasile, Guyana, Suriname
80. Metazygia uratron Levi, 1995 — Brasile
81. Metazygia valentim Levi, 1995 — Brasile
82. Metazygia vaupes Levi, 1995 — Colombia, Perù, Brasile
83. Metazygia vaurieorum Levi, 1995 — Guatemala
84. Metazygia viriosa (Keyserling, 1892) — Brasile
85. Metazygia voluptifica (Keyserling, 1892) — dalla Colombia all'Argentina
86. Metazygia voxanta Levi, 1995 — Brasile
87. Metazygia wittfeldae (McCook, 1894)[1] — dagli USA alla Costa Rica
88. Metazygia yobena Levi, 1995 — dalla Colombia alla Guyana, Bolivia
89. Metazygia yucumo Levi, 1995 — Colombia, Perù, Bolivia
90. Metazygia zilloides (Banks, 1898) — USA, dalle Indie Occidentali all'Honduras

## Metepeira
Metepeira F. O. P.-Cambridge, 1903
1. Metepeira arizonica Chamberlin & Ivie, 1942 — USA, Messico
2. Metepeira atascadero Piel, 2001 — Messico
3. Metepeira bengryi (Archer, 1958) — Giamaica
4. Metepeira brunneiceps Caporiacco, 1954 — Guyana Francese
5. Metepeira cajabamba Piel, 2001 — Ecuador, Perù
6. Metepeira calamuchita Piel, 2001 — Argentina
7. Metepeira celestun Piel, 2001 — Messico
8. Metepeira chilapae Chamberlin & Ivie, 1936 — Messico
9. Metepeira comanche Levi, 1977 — USA, Messico
10. Metepeira compsa (Chamberlin, 1916) — da Puerto Rico all'Argentina
11. Metepeira crassipes Chamberlin & Ivie, 1942 — USA, Messico
12. Metepeira datona Chamberlin & Ivie, 1942 — USA, Grandi Antille
13. Metepeira desenderi Baert, 1987 — Isole Galápagos
14. Metepeira foxi Gertsch & Ivie, 1936 — USA, Canada
15. Metepeira galatheae (Thorell, 1891) — Cile, Argentina

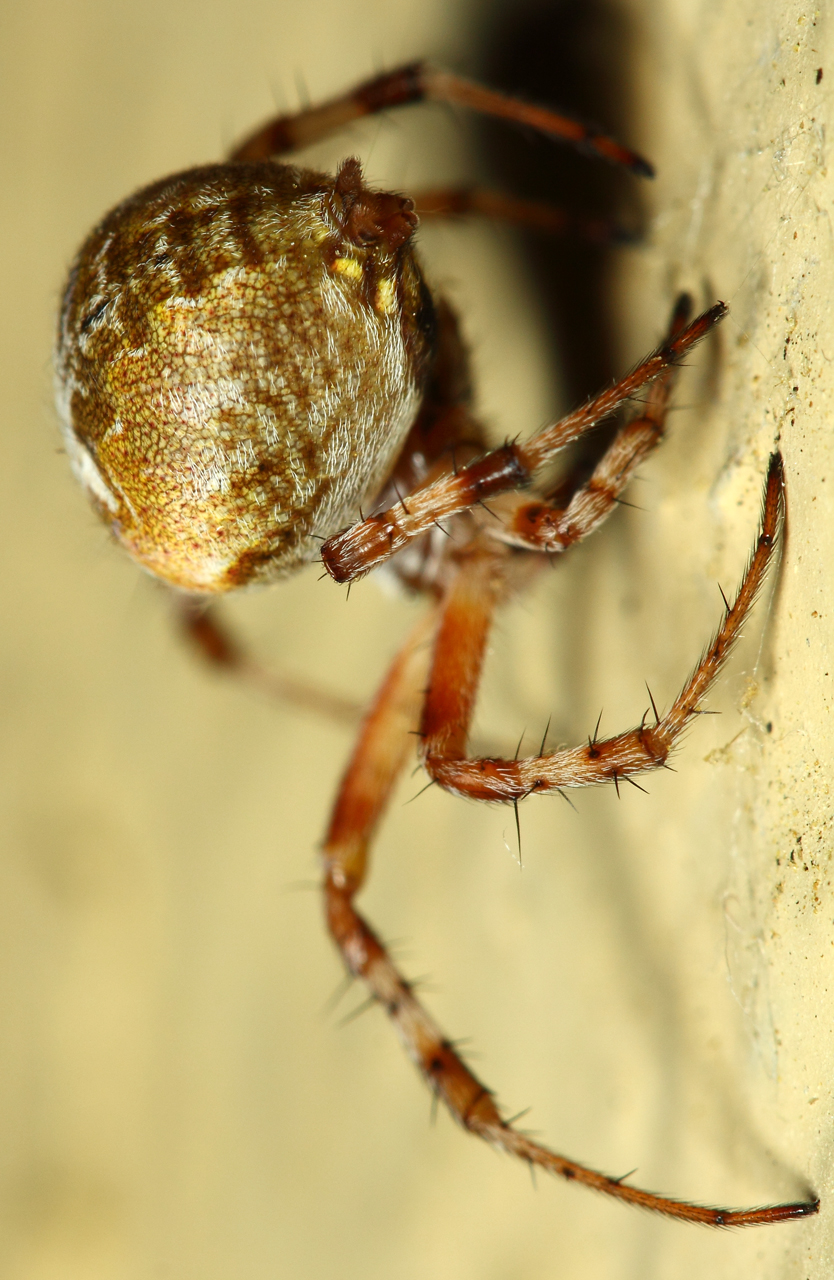
Metepeira labyrinthea, vista posteriore

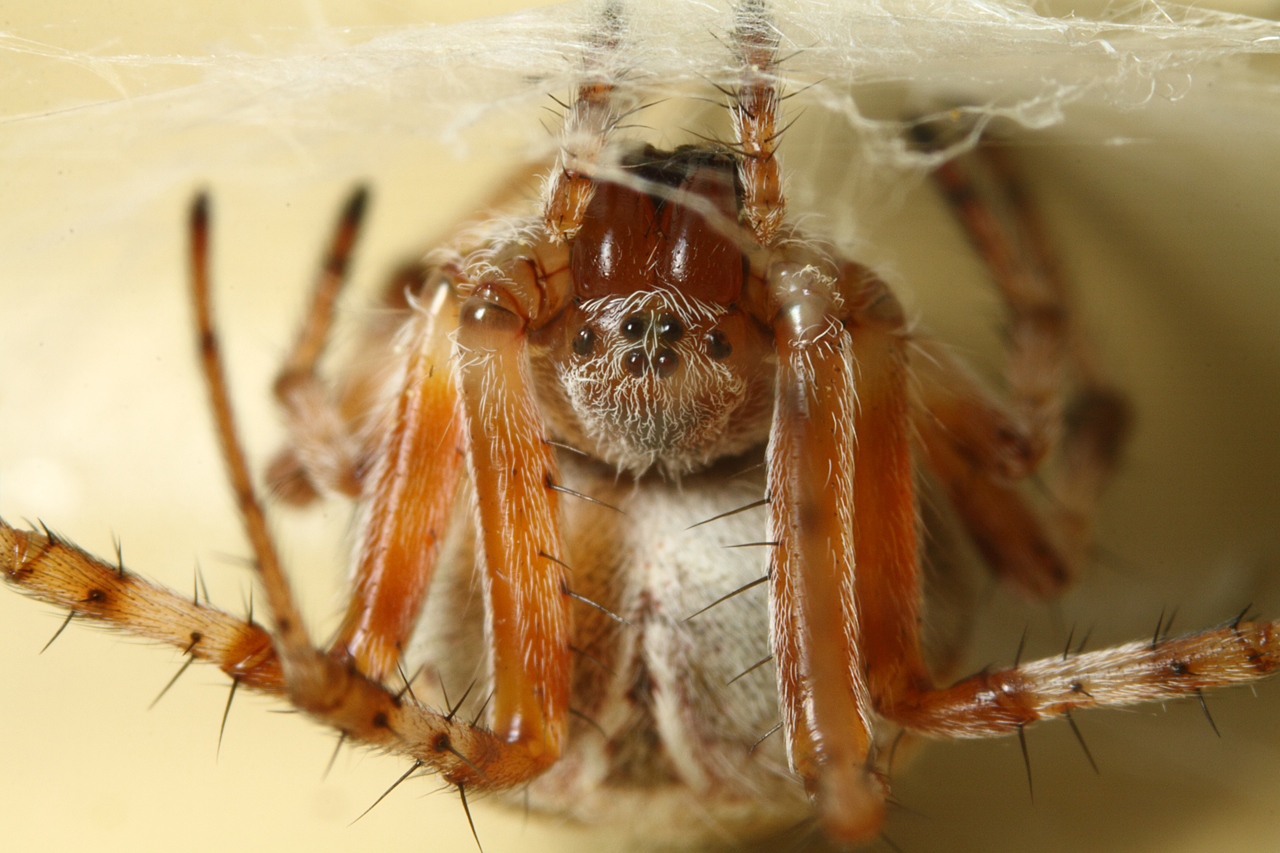
Metepeira labyrinthea, pattern oculare

16. Metepeira glomerabilis (Keyserling, 1892) — dalla Colombia al Paraguay, Brasile
17. Metepeira gosoga Chamberlin & Ivie, 1935 — USA, Messico
18. Metepeira grandiosa Chamberlin & Ivie, 1941 — America settentrionale
19. Metepeira gressa (Keyserling, 1892) — Brasile, Paraguay, Uruguay, Argentina
20. Metepeira inca Piel, 2001 — Perù
21. Metepeira incrassata F. O. P.-Cambridge, 1903 — Messico
22. Metepeira jamaicensis Archer, 1958 — Hispaniola, Giamaica, Isole Grand Cayman
23. Metepeira karkii (Tullgren, 1901) — Cile, Argentina
24. Metepeira labyrinthea (Hentz, 1847) — America settentrionale
25. Metepeira lacandon Piel, 2001 — Messico
26. Metepeira lima Chamberlin & Ivie, 1942 — Perù
27. Metepeira maya Piel, 2001 — dal Messico alla Costa Rica
28. Metepeira minima Gertsch, 1936 — dagli USA all'Honduras
29. Metepeira nigriventris (Taczanowski, 1878) — Perù, Bolivia
30. Metepeira olmec Piel, 2001 — dal Messico a Panama
31. Metepeira pacifica Piel, 2001 — Honduras, Nicaragua, Costa Rica
32. Metepeira palustris Chamberlin & Ivie, 1942 — USA, Canada
33. Metepeira petatlan Piel, 2001 — Messico
34. Metepeira pimungan Piel, 2001 — USA
35. Metepeira rectangula (Nicolet, 1849) — Cile, Argentina
36. Metepeira revillagigedo Piel, 2001 — Messico
37. Metepeira roraima Piel, 2001 — Colombia, Brasile, Guyana
38. Metepeira spinipes F. O. P.-Cambridge, 1903[1] — USA, Messico
39. Metepeira tarapaca Piel, 2001 — Perù, Cile
40. Metepeira triangularis (Franganillo, 1930) — Cuba, Hispaniola
41. Metepeira uncata F. O. P.-Cambridge, 1903 — dal Guatemala alla Costa Rica
42. Metepeira ventura Chamberlin & Ivie, 1942 — USA, Messico
43. Metepeira vigilax (Keyserling, 1893) — Hispaniola, Bolivia, Brasile, Argentina
44. Metepeira ypsilonota Mello-Leitão, 1940 — Brasile

## Micrathena
Micrathena Sundevall, 1833

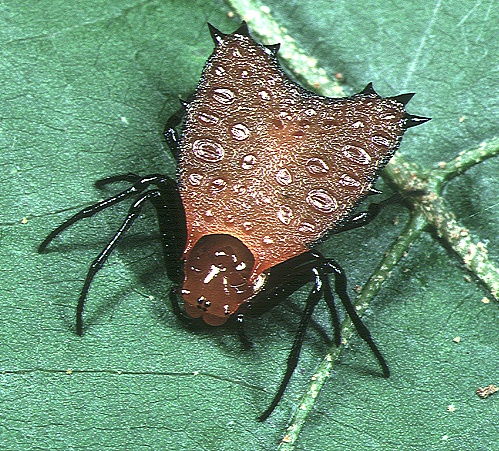
Micrathena clypeata

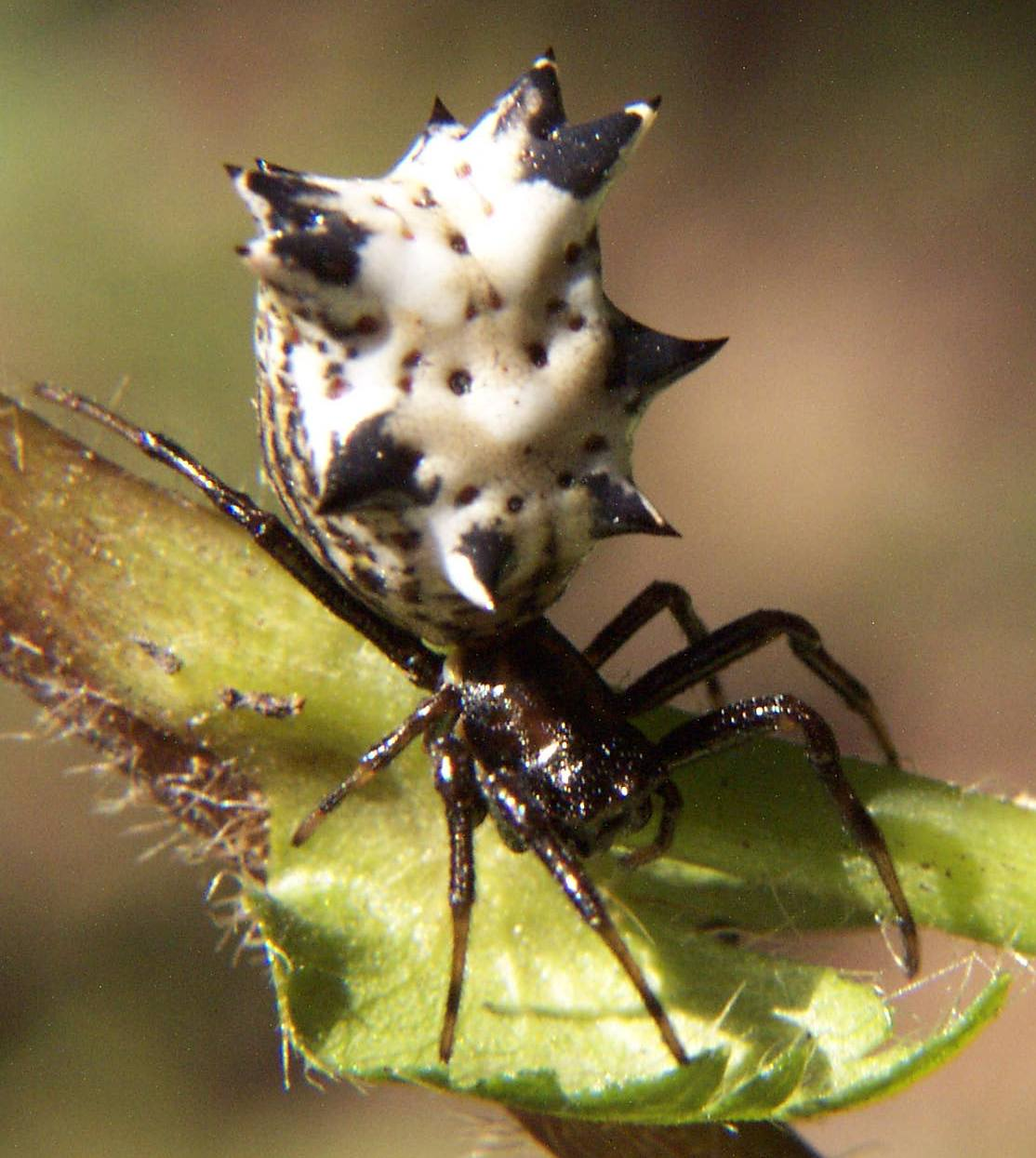
Micrathena gracilis, femmina

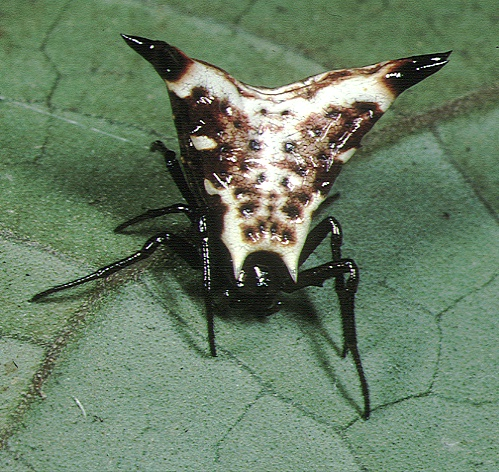
Micrathena lucasi

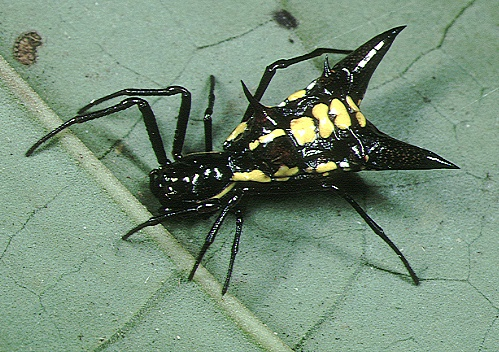
Micrathena pichincha

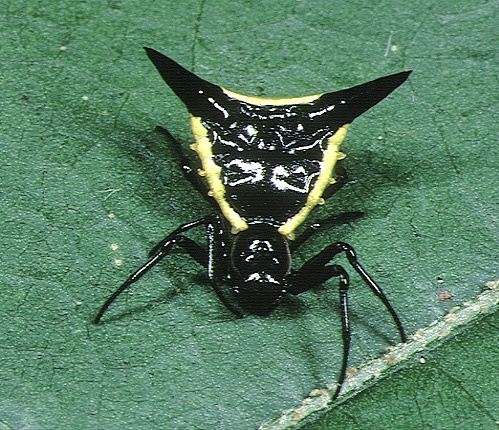
Micrathena pungens

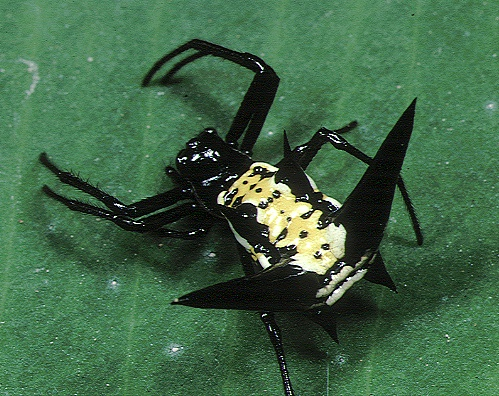
Micrathena raimondi

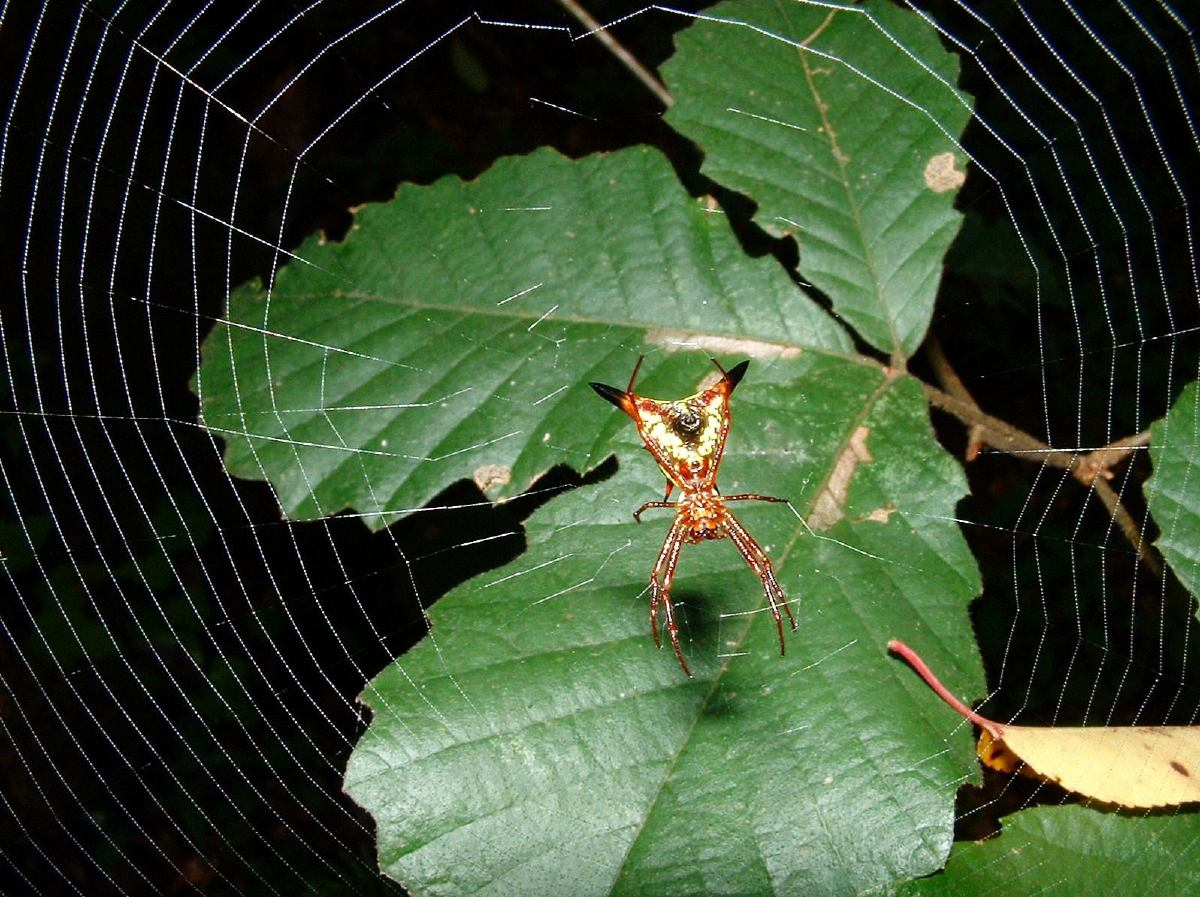
Micrathena sagittata

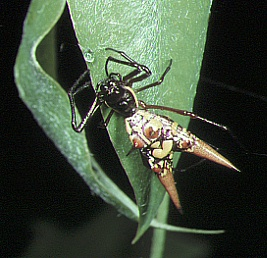
Micrathena sexspinosa

1. Micrathena abrahami (Mello-Leitão, 1948) — dalla Colombia al Brasile
2. Micrathena acuta (Walckenaer, 1842) — da Trinidad all'Argentina
3. Micrathena agriliformis (Taczanowski, 1879) — dalla Costa Rica alla Bolivia
4. Micrathena alvarengai Levi, 1985 — Brasile
5. Micrathena anchicaya Levi, 1985 — Colombia, Ecuador
6. Micrathena annulata Reimoser, 1917 — Brasile, Paraguay
7. Micrathena armigera (C. L. Koch, 1837) — Brasile, Perù, Guyana
8. Micrathena atuncela Levi, 1985 — Colombia
9. Micrathena aureola (C. L. Koch, 1836)[1] — dalla Colombia al Suriname, Paraguay
10. Micrathena balzapamba Levi, 1985 — Ecuador
11. Micrathena bananal Levi, 1985 — Brasile
12. Micrathena bandeirante (Magalhães & Santos, 2011) — Brasile
13. Micrathena banksi Levi, 1985 — Cuba
14. Micrathena beta Caporiacco, 1947 — Guyana
15. Micrathena bicolor (Keyserling, 1864) — Colombia, Perù
16. Micrathena bifida (Taczanowski, 1879) — Perù
17. Micrathena bimucronata (O. P.-Cambridge, 1899) — dal Messico a Panama
18. Micrathena bogota Levi, 1985 — Colombia
19. Micrathena brevipes (O. P.-Cambridge, 1890) — dal Messico a Panama
20. Micrathena brevispina (Keyserling, 1864) — da Panama all'Argentina
21. Micrathena carimagua (Levi, 1985) — Colombia, Venezuela
22. Micrathena clypeata (Walckenaer, 1805) — da Panama al Perù
23. Micrathena coca Levi, 1985 — dalla Colombia al Brasile
24. Micrathena cornuta (Taczanowski, 1873) — dalla Colombia al Brasile
25. Micrathena coroico Levi, 1985 — Bolivia
26. Micrathena crassa (Keyserling, 1864) — dalla Costa Rica all'Argentina
27. Micrathena crassispina (C. L. Koch, 1836) — Brasile, Bolivia, Paraguay, Argentina
28. Micrathena cubana (Banks, 1909) — Cuba
29. Micrathena cucharas (Levi, 1985) — Perù
30. Micrathena cyanospina (Lucas, 1835) — dalla Colombia al Brasile
31. Micrathena decorata Chickering, 1960 — Colombia
32. Micrathena digitata (C. L. Koch, 1839) — Brasile
33. Micrathena donaldi Chickering, 1961 — dalla Costa Rica alla Colombia
34. Micrathena duodecimspinosa (O. P.-Cambridge, 1890) — dal Guatemala alla Colombia
35. Micrathena elongata (Keyserling, 1864) — Colombia
36. Micrathena embira Levi, 1985 — Brasile
37. Micrathena evansi Chickering, 1960 — Panama, da Trinidad al Brasile
38. Micrathena excavata (C. L. Koch, 1836) — da Panama al Brasile
39. Micrathena exlinae Levi, 1985 — Perù
40. Micrathena fidelis (Banks, 1909) — dalla Costa Rica all'Argentina
41. Micrathena fissispina (C. L. Koch, 1836) — Brasile, Guyana Francese
42. Micrathena flaveola (Perty, 1839) — dalla Costa Rica all'Argentina
43. Micrathena forcipata (Thorell, 1859) — Messico, Cuba, Hispaniola
  - Micrathena forcipata argentata Franganillo, 1930 — Cuba
44. Micrathena funebris (Marx, 1898) — dagli USA alla Costa Rica
45. Micrathena furcata (Hahn, 1822) — Brasile, Argentina, Uruguay
46. Micrathena furcula (O. P.-Cambridge, 1890) — dal Guatemala al Brasile
47. Micrathena furva (Keyserling, 1892) — Brasile, Uruguay, Argentina
48. Micrathena gaujoni Simon, 1897 — Ecuador, Colombia
49. Micrathena glyptogonoides Levi, 1985 — Messico
50. Micrathena gracilis (Walckenaer, 1805) — America settentrionale e centrale
51. Micrathena guayas Levi, 1985 — Ecuador
52. Micrathena guerini (Keyserling, 1864) — Colombia
53. Micrathena gurupi Levi, 1985 — Brasile, Suriname
54. Micrathena hamifera Simon, 1897 — dall'Ecuador al Brasile
55. Micrathena horrida (Taczanowski, 1873) — Grandi Antille, dal Messico all'Argentina
  - Micrathena horrida tuberculata Franganillo, 1930 — Cuba
56. Micrathena huanuco Levi, 1985 — Perù
57. Micrathena jundiai Levi, 1985 — Brasile
58. Micrathena kirbyi (Perty, 1833) — dalla Colombia al Brasile
59. Micrathena kochalkai Levi, 1985 — Colombia
60. Micrathena lata Chickering, 1960 — Brasile
61. Micrathena lenca Levi, 1985 — Messico
62. Micrathena lepidoptera Mello-Leitão, 1941 — dalla Costa Rica alla Colombia
63. Micrathena lindenbergi Mello-Leitão, 1940 — Brasile
64. Micrathena lucasi (Keyserling, 1864) — dal Messico al Brasile
65. Micrathena macfarlanei Chickering, 1961 — da Panama al Brasile
66. Micrathena margerita Levi, 1985 — Messico
67. Micrathena marta Levi, 1985 — Colombia
68. Micrathena miles Simon, 1895 — Brasile, Guyana, Perù
69. Micrathena militaris (Fabricius, 1775) — Grandi Antille
70. Micrathena mitrata (Hentz, 1850) — dagli USA al Brasile
71. Micrathena molesta Chickering, 1961 — dal Nicaragua a Panama
72. Micrathena necopinata Chickering, 1960 — Colombia, Perù, Brasile
73. Micrathena nigrichelis Strand, 1908 — Brasile, Paraguay, Uruguay, Argentina
74. Micrathena osa (Levi, 1985) — Costa Rica
75. Micrathena parallela (O. P.-Cambridge, 1890) — Costa Rica, Panama
76. Micrathena patruelis (C. L. Koch, 1839) — Brasile, Paraguay, Argentina
77. Micrathena peregrinatorum (Holmberg, 1883) — Brasile, Argentina
78. Micrathena petrunkevitchi Levi, 1985 — Messico
79. Micrathena pichincha Levi, 1985 — Ecuador
80. Micrathena picta (C. L. Koch, 1836) — dalla Guyana al Paraguay
81. Micrathena pilaton Levi, 1985 — Ecuador
82. Micrathena plana (C. L. Koch, 1836) — dalle Isole Vergini all'Argentina
83. Micrathena pungens (Walckenaer, 1842) — dalla Colombia alla Bolivia
84. Micrathena pupa Simon, 1897 — Colombia, Ecuador
85. Micrathena quadriserrata F. O. P.-Cambridge, 1904 — dal Messico al Venezuela
86. Micrathena raimondi (Taczanowski, 1879) — Perù, Ecuador
87. Micrathena reali Levi, 1985 — Brasile
88. Micrathena reimoseri Mello-Leitão, 1935 — Brasile
89. Micrathena rubicundula (Keyserling, 1864) — Colombia, Ecuador
90. Micrathena rufopunctata (Butler, 1873) — Giamaica
91. Micrathena ruschii (Mello-Leitão, 1945) — Brasile
92. Micrathena saccata (C. L. Koch, 1836) — dall'Honduras al Brasile
93. Micrathena sagittata (Walckenaer, 1842) — America settentrionale e centrale
94. Micrathena sanctispiritus Brignoli, 1983 — Brasile
95. Micrathena schenkeli Mello-Leitão, 1939 — da Trinidad al Paraguay
96. Micrathena schreibersi (Perty, 1833) — dal Nicaragua al Brasile
97. Micrathena sexspinosa (Hahn, 1822) — dal Messico al Brasile
98. Micrathena shealsi Chickering, 1960 — Argentina
99. Micrathena similis Bryant, 1945 — Hispaniola
100. Micrathena soaresi Levi, 1985 — Brasile
101. Micrathena spinosa (Linnaeus, 1758) — dal Suriname al Brasile
102. Micrathena spinulata F. O. P.-Cambridge, 1904 — Messico
103. Micrathena spitzi Mello-Leitão, 1932 — Brasile, Argentina
104. Micrathena striata F. O. P.-Cambridge, 1904 — Messico, Guatemala
105. Micrathena stuebeli (Karsch, 1886) — Colombia, Ecuador
106. Micrathena swainsoni (Perty, 1833) — Brasile, Paraguay, Argentina
107. Micrathena teresopolis Levi, 1985 — Brasile
108. Micrathena triangularis (C. L. Koch, 1836) — da Trinidad al Brasile
109. Micrathena triangularispinosa (De Geer, 1778) — da Trinidad alla Bolivia
110. Micrathena triserrata F. O. P.-Cambridge, 1904 — dal Messico al Belize
111. Micrathena tziscao Levi, 1985 — Messico
112. Micrathena ucayali Levi, 1985 — Perù, Brasile
113. Micrathena vigorsi (Perty, 1833) — dalla Colombia al Brasile
114. Micrathena woytkowskii (Levi, 1985) — Perù
115. Micrathena yanomami Magalhães & Santos, 2011 — Brasile
116. Micrathena zilchi Kraus, 1955 — dal Messico a El Salvador

## Micrepeira
Micrepeira Schenkel, 1953
- Micrepeira albomaculata Schenkel, 1953[1] — Venezuela
- Micrepeira fowleri Levi, 1995 — Ecuador, Perù, Brasile, Colombia
- Micrepeira hoeferi Levi, 1995 — Perù, Brasile, Guyana Francese
- Micrepeira pachitea Levi, 1995 — Perù
- Micrepeira smithae Levi, 1995 — Suriname
- Micrepeira tubulofaciens (Hingston, 1932) — Guyana, Guyana francese, Colombia
- Micrepeira velso Levi, 1995 — Costa Rica

## Micropoltys
Micropoltys Kulczyński, 1911
- Micropoltys baitetensis Smith & Levi, 2010 - Nuova Guinea
- Micropoltys debakkeri Smith & Levi, 2010 - Nuova Guinea, Queensland
- Micropoltys heatherae Smith & Levi, 2010 - Queensland
- Micropoltys placenta Kulczynski, 1911[1] - Nuova Guinea

## Milonia
Milonia Thorell, 1890
- Milonia albula O. P.-Cambridge, 1899 — Singapore
- Milonia brevipes Thorell, 1890[1] — Sumatra
- Milonia hexastigma (Hasselt, 1882) — Sumatra
- Milonia obtusa Thorell, 1892 — Singapore
- Milonia singaeformis (Hasselt, 1882) — Sumatra
- Milonia tomosceles Thorell, 1895 — Birmania
- Milonia trifasciata Thorell, 1890 — Giava, Borneo

## Molinaranea
Molinaranea Mello-Leitão, 1940
- Molinaranea clymene (Nicolet, 1849) — Cile, Argentina
- Molinaranea fernandez Levi, 2001 — Isole Juan Fernández
- Molinaranea magellanica (Walckenaer, 1847)[1] — Cile, Argentina, Isole Juan Fernández, Isole Falkland
- Molinaranea mammifera (Tullgren, 1902) — Cile
- Molinaranea phaethontis (Simon, 1896) — Cile, Argentina
- Molinaranea surculorum (Simon, 1896) — Cile
- Molinaranea vildav Levi, 2001 — Cile